# Bermeo
Bermeo es una villa y municipio vizcaíno de la comarca de Busturialdea, en la comunidad autónoma del País Vasco, España. Se trata de una de las localidades más pobladas de la comarca de la Reserva de la Biosfera de Urdaibai junto con Guernica y Luno, con 17 042 habitantes (INE 2024).
Fundada en 1236, la villa ostentó el título de Cabeza de Vizcaya desde 1476 hasta 1602, siendo la principal población del Señorío de Vizcaya. Es por ello por lo que Bermeo gozó de ciertos privilegios y por lo que gozaba de mayor relevancia frente al resto de villas en las Juntas Generales de Vizcaya. A esto cabe añadirle las juras que los reyes realizaban en la iglesia de Santa Eufemia cada vez que visitaban la provincia.
Actualmente, se trata de una villa arraigada a la tradición marinera, ya que su economía se basa mayoritariamente en la pesca y en las conservas de pescado.
Posee además diferentes atractivos turísticos tales como la ermita de San Juan de Gaztelugache, la torre Ercilla (Museo del pescador), la Puerta de San Juan, el casco antiguo, la Atalaya, el Hospital de Bermeo y su acogedor puerto, entre otros.

## Toponimia
El gentilicio es bermeano, -a, aunque también es frecuente la forma popular bermeotarra, ya que en euskera es así como se denomina a los habitantes de Bermeo. En ocasiones, esta denominación se utiliza también en castellano, generalmente dentro del País Vasco.

## Geografía

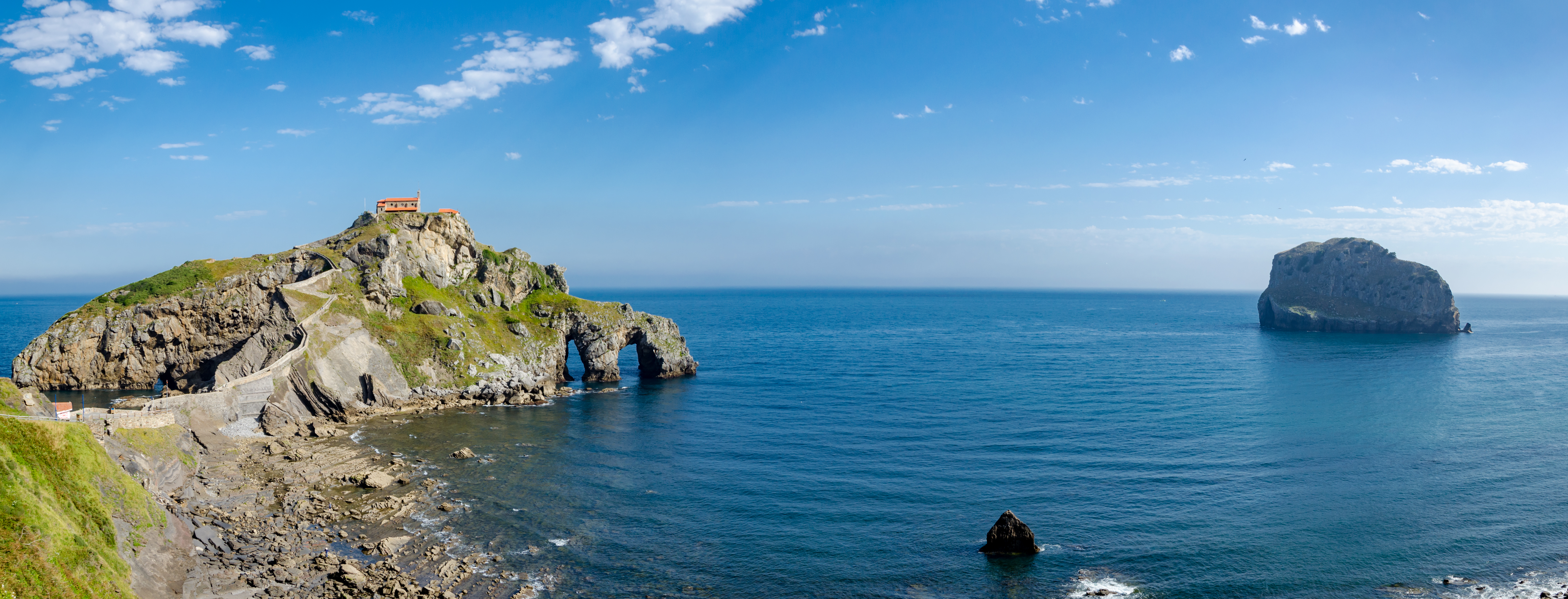
San Juan de Gaztelugache y la isla de Aqueche

El término municipal se ubica en el extremo septentrional de la península ibérica, cerca del golfo de Vizcaya. Se extiende por un área de 34,12 km², a una altitud media oficial de 11 m s. n. m. Es además uno de los dos núcleos urbanos más importantes de la comarca de Busturialdea.
En su término municipal se encuentran algunos de los accidentes geográficos más conocidos de la costa vizcaína, como el cabo Machichaco, la isla de Ízaro, la isla de Aqueche y Gaztelugache. En la localidad se encuentran las playas de Aritzatxu y Arribolas.
La capitalidad la ostenta la villa de Bermeo (a 25 m de altitud), que concentra, en torno al puerto, la mayor parte de la población (el 95 %).

### Orografía
Bermeo ocupa un terreno fuertemente accidentado. Por un lado, la ladera del monte Sollube en su progresivo descenso hacia el mar. La dureza de los materiales que componen el suelo ha dado origen a una línea de costa que presenta abundantes tramos de acantilado, de hasta 100 metros, y a masas de roca aisladas en el mar, caso de San Juan de Gaztelugache, y las islas de Aqueche e Ízaro. La costa presenta también pequeños entrantes como el que da lugar al puerto de Bermeo y a cabos como el de Machichaco. En el interior el paisaje es desigual, con fuertes pendientes. Las cumbres más importantes son Sollube (696 m s. n. m.) y Burgoa (447 m s. n. m.).
| Noroeste: Golfo de Vizcaya | Norte: Golfo de Vizcaya | Nordeste: Golfo de Vizcaya |
| Oeste: Baquio              |                         | Este: Mundaca              |
| Suroeste: Munguía y Meñaca | Sur: Busturia y Arrieta | Sureste: Busturia          |

La cercanía a la costa y las fuertes pendientes a salvar explican el curso torrencial de los arroyos que atraviesan el municipio. Cabe destacar entre otros: Akaga, Arronategi y Etxebarría.

### Clima
Bermeo, al igual que toda la cornisa cantábrica del País Vasco, se caracteriza por estar influenciado por el clima oceánico. Las lluvias están repartidas durante todo el año, siendo más abundantes en primavera y sobre todo en otoño (noviembre / diciembre).
Las temperaturas suelen ser suaves en general, con inviernos no muy fríos y veranos no muy calurosos. La temperatura máxima alcanzada en la zona está en torno a los 42 °C y la mínima en torno a los -8,6 °C. La temperatura mínima media del año se sitúa alrededor de los 9 °C y la máxima en torno a los 20 °C.
| Parámetros climáticos promedio de Observatorio de Bermeo (Aeropuerto de Bilbao) (Periodo de referencia: 1981-2010, extremas: 1947-2016) | Parámetros climáticos promedio de Observatorio de Bermeo (Aeropuerto de Bilbao) (Periodo de referencia: 1981-2010, extremas: 1947-2016) | Parámetros climáticos promedio de Observatorio de Bermeo (Aeropuerto de Bilbao) (Periodo de referencia: 1981-2010, extremas: 1947-2016) | Parámetros climáticos promedio de Observatorio de Bermeo (Aeropuerto de Bilbao) (Periodo de referencia: 1981-2010, extremas: 1947-2016) | Parámetros climáticos promedio de Observatorio de Bermeo (Aeropuerto de Bilbao) (Periodo de referencia: 1981-2010, extremas: 1947-2016) | Parámetros climáticos promedio de Observatorio de Bermeo (Aeropuerto de Bilbao) (Periodo de referencia: 1981-2010, extremas: 1947-2016) | Parámetros climáticos promedio de Observatorio de Bermeo (Aeropuerto de Bilbao) (Periodo de referencia: 1981-2010, extremas: 1947-2016) | Parámetros climáticos promedio de Observatorio de Bermeo (Aeropuerto de Bilbao) (Periodo de referencia: 1981-2010, extremas: 1947-2016) | Parámetros climáticos promedio de Observatorio de Bermeo (Aeropuerto de Bilbao) (Periodo de referencia: 1981-2010, extremas: 1947-2016) | Parámetros climáticos promedio de Observatorio de Bermeo (Aeropuerto de Bilbao) (Periodo de referencia: 1981-2010, extremas: 1947-2016) | Parámetros climáticos promedio de Observatorio de Bermeo (Aeropuerto de Bilbao) (Periodo de referencia: 1981-2010, extremas: 1947-2016) | Parámetros climáticos promedio de Observatorio de Bermeo (Aeropuerto de Bilbao) (Periodo de referencia: 1981-2010, extremas: 1947-2016) | Parámetros climáticos promedio de Observatorio de Bermeo (Aeropuerto de Bilbao) (Periodo de referencia: 1981-2010, extremas: 1947-2016) | Parámetros climáticos promedio de Observatorio de Bermeo (Aeropuerto de Bilbao) (Periodo de referencia: 1981-2010, extremas: 1947-2016) |
| Mes | Ene. | Feb. | Mar. | Abr. | May. | Jun. | Jul. | Ago. | Sep. | Oct. | Nov. | Dic. | Anual |
| --- | --- | --- | --- | --- | --- | --- | --- | --- | --- | --- | --- | --- | --- |
| Temp. máx. abs. (°C) | 23.4 | 26.8 | 29.8 | 33.1 | 36.0 | 41.2 | 42.0 | 41.9 | 41.7 | 33.4 | 27.7 | 24.6 | 42.0 |
| Temp. máx. media (°C) | 13.4 | 14.3 | 16.5 | 17.6 | 20.8 | 23.4 | 25.4 | 26.0 | 24.6 | 21.4 | 16.6 | 13.9 | 19.5 |
| Temp. media (°C) | 9.3 | 9.7 | 11.5 | 12.6 | 15.7 | 18.4 | 20.4 | 20.9 | 19.2 | 16.4 | 12.4 | 9.9 | 14.7 |
| Temp. mín. media (°C) | 5.1 | 5.1 | 6.4 | 7.6 | 10.6 | 13.4 | 15.4 | 15.7 | 13.8 | 11.4 | 8.1 | 5.9 | 9.9 |
| Temp. mín. abs. (°C) | -7.6 | -8.6 | -5.0 | -1.2 | 0.4 | 3.6 | 6.6 | 6.8 | 3.8 | 0.6 | -6.2 | -7.4 | -8.6 |
| Precipitación total (mm) | 120.0 | 85.7 | 89.8 | 106.7 | 78.3 | 59.5 | 50.5 | 76.5 | 73.2 | 111.1 | 146.6 | 121.9 | 1133.5 |
| Días de precipitaciones (≥ 1 mm) | 12.6 | 10.6 | 10.5 | 12.5 | 10.5 | 7.2 | 7.0 | 7.9 | 8.3 | 10.8 | 12.7 | 12.3 | 124.0 |
| Días de nevadas (≥ ) | 0.7 | 0.7 | 0.3 | 0.0 | 0.0 | 0.0 | 0.0 | 0.0 | 0.0 | 0.0 | 0.1 | 0.3 | 2.2 |
| Horas de sol | 85 | 97 | 132 | 138 | 169 | 181 | 186 | 179 | 160 | 127 | 88 | 78 | 1610 |
| Humedad relativa (%) | 72 | 69 | 68 | 69 | 69 | 70 | 71 | 72 | 71 | 71 | 73 | 72 | 70 |
| Fuente: Agencia Estatal de Meteorología                                                                                                 | | | | | | | | | | | | | |

## Símbolos

Escudo heráldico de Bermeo

El escudo heráldico de Bermeo constituye una representación alegórica aplicada a los relatos básicos de su historia. En él, se recogen con adecuada simbología, y de acuerdo con las normas de la heráldica, los hechos más relevantes de la historia de la localidad. Con estas premisas ha sido rediseñado el escudo de la villa de Bermeo, y así lo reseña el propio preámbulo del Decreto 1373/1968 de 6 de junio, por el que fue aprobada su composición y organización heráldica. Los lobos, la cabeza barbada, la ballenera con la ballena, la leyenda, etc. recogen de forma emblemática importantes efemérides y circunstancias de la historia de Bermeo, como son su fundación como villa, el título de Cabeza de Vizcaya, su ancestral apego a la pesca, así como su preeminencia entre los demás pueblos de nuestro territorio histórico. En lo que respecta al escudo heráldico de la villa, su reconocimiento legal data del año 1968 y su uso público ha ido prodigándose de forma muy progresiva, tanto en el seno de la administración municipal como en otras muy diversas manifestaciones de índole social y popular. Cabe destacar que en un principio, en el año 1967, el escudo disponía de una corona en la parte superior, posteriormente anulada.
Blasonamiento
El escudo de armas de la villa de Bermeo tiene el siguiente blasón

En campo de oro una ballena de sable a la diestra, con cuatro remeros bogándola y en proa un arponero en actitud de lanzar el arpón a una batalla de sable, puesta sobre ondas de azul y plata. En jefe, dos lobos de sable pasantes a la diestra y en faja en honor a la familia Haro, ya que el fundador de la villa fue Lope Díaz II de Haro, superados de una cabeza humana barbada. Bordura de gules con leyenda: Stemma proderi in primis Bermei, puesta en letras de sable.

La ballena y el bote ballenero con los remeros y el arponero en proa en disposición de lanzar el arpón representan la actividad que antiguamente desarrollaban los bermeanos en la pesca de la ballena. Esta actividad duró desde el siglo XI hasta el siglo XV aproximadamente.
Los lobos son símbolo de las armas de Vizcaya pertenecientes al linaje de la casa de Haro. De ella procedían los titulares del Señorío de Vizcaya durante los siglos XI y XIV. Bermeo fue la primera de las villas fundadas por la familia de los Haro.
La cabeza barbada de anciano representa la primacía que tuvo Bermeo sobre los demás pueblos de Vizcaya. Ahí está la constatación tradicional según la cual en las Juntas Generales de Vizcaya a Bermeo le correspondía el primer asiento entre todos los representantes de las demás villas allí presentes y aquella otra que decía que cuando el alcalde de Bermeo se disponía a hablar, el resto de representantes presentes en la sala solían descubrir sus cabezas por la reverencia que a este pueblo tenían.
En cuanto a la leyenda que en el escudo aparece, Stemma Proderi in primis Bermei, hace referencia a la antigüedad de Bermeo por el latín antiguo en el que está escrito. A pesar de las dificultades para conocer su significado viene a decir algo así como: 'El que se presenta en primer lugar Bermeo' o 'El primero es el escudo de Bermeo'. En cualquier caso la supremacía que tuvo Bermeo sobre el resto de localidades de Vizcaya queda plasmada en esta leyenda.

## Historia

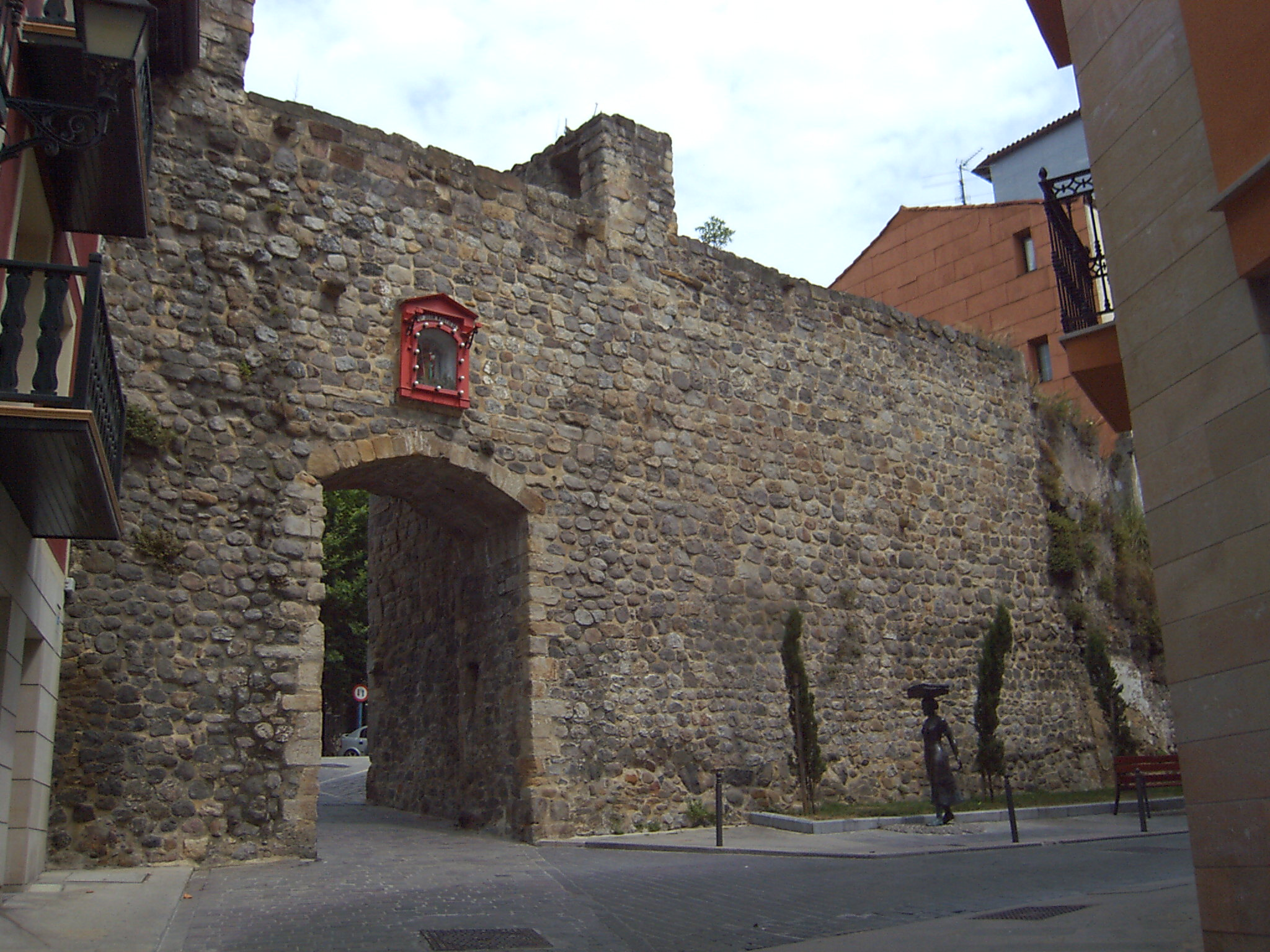
Puerta de San Juan

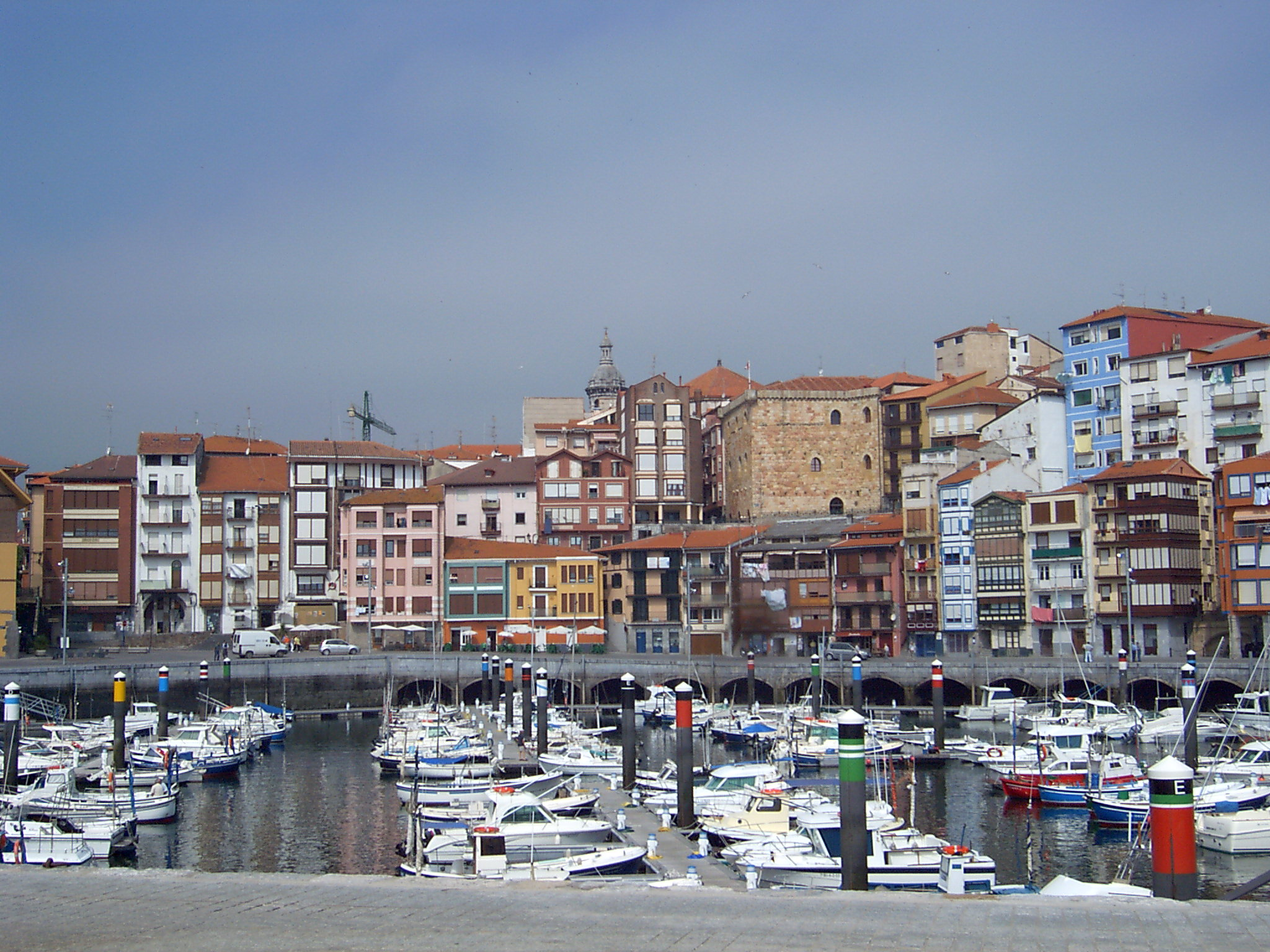
Puerto deportivo

La noticia documental más antigua de Bermeo es la consignada en la donación que hicieron el primer Señor de Vizcaya, Don Iñigo López Ezkerra, y su esposa Doña Toda, de heredades en San Juan de Gaztelugatxe, Bermeo al monasterio de San Juan de la Peña en el año 1051. Años más tarde, en 1082, vuelve a citarse el nombre de Bermeo en la donación que hicieron Don Lope Iñiguez, segundo Señor, y su esposa Doña Tecla, al Monasterio de San Millán de la Cogolla, de la iglesia de Sancti Michaelis Arcangeli in Portu de Vermelio. Estos documentos hablan de la antigüedad de Bermeo, aunque podría remontarse a épocas muy anteriores, pues algunas leyendas sitúan la fundación del antiguo puerto de los Amanos en Túbal, descendiente de Noé, 150 años después del diluvio, o por los romanos en el siglo I a. C. bajo el gobierno del emperador Flavio Vespasiano.
Le dio fuero en Logroño y título de villa Don Lope Díaz II de Haro, Señor de Vizcaya, y aunque el documento no tenía fecha, sin duda fue expedido el año 1236. El rey Don Alfonso X El Sabio, hallándose en el cerco del castillo de Unzueta del Valle de Orozco, el 12 de agosto de 1277 confirmó este privilegio.
Posteriormente, el 18 de marzo de 1285, el octavo Señor, Don Lope Díaz de Haro, amplió y mejoró sus términos, y lo mismo hizo el Señor Don Tello, por privilegio expedido el 25 de abril de 1366.
En 1296 pasó a formar parte de la Hermandad de las Villas de la Marina de Castilla con Vitoria.
Refiriéndose a Bermeo, un documento de 1269 menciona «cinco cabañas» a orillas del mar, lo que parece indicar que la actividad pesquera todavía era estacional. Pero también describe instalaciones más importantes, y dice que hay dos puertos, mayor y menor, y que el menor se puede cerrar con una cadena. También menciona otros dos fondeaderos llamados Arcaeta y Portuondo, que probablemente estarían en la ría de Mundaca. Bermeo y otras villas costeras irán convirtiéndose en importantes centros pesqueros y comerciales hasta el desastre de la peste negra del verano y otoño de 1348.
Varios Señores de Vizcaya y a la vez reyes castellanos confirmaron los fueros y privilegios de la villa en la iglesia de Santa Eufemia. Entre ellos, Fernando el Católico, quien el 31 de julio de 1476 confirmó a la villa como «Cabeza de Vizcaya», título que Bermeo hacía tiempo empleaba y que le fue arrebatado en 1602 tras duro y largo pleito interpuesto por los próceres que gobernaban Bilbao y otras instituciones del Señorío, que no se resignaron a que, siquiera de forma simbólica, Bermeo siguiera ostentando tal distinción.
No obstante, la primacía que vino manteniendo Bermeo en relación con las demás villas y anteiglesias se traduce en el hecho de que en las Juntas Generales tenía el primer voto y asiento, y cuando hablaban sus procuradores solían descubrir sus cabezas los demás que se encontraban en la Junta. Actualmente, la cabeza barbada de anciano que figura como una de las armas de su escudo heráldico, patentiza y perpetúa con toda justicia el arrebatado título.
La importancia que tuvo Bermeo se puede colegir de los numerosos privilegios y exenciones que alcanzó de los Señores y de los reyes. Desafortunadamente los diversos incendios que padeció la villa destruyeron todos estos documentos, si bien se conoce perfectamente su enumeración y sus fechas de otorgamiento. Ello muestra el prestigio que mantuvo la villa y el favor del que en todo momento gozó.
Las luchas de los banderizos vizcaínos turbaron la vida de Bermeo durante el siglo XV y juntamente con los incendios que había sufrido en siglos anteriores (concretamente en los años 1297, 1347, 1360 y 1422) arruinaron Bermeo e hicieron que su población disminuyera continuamente.
Por otra parte, la fundación de la villa de Bilbao en el año 1300 contribuyó notablemente a la decadencia de Bermeo.
Más adelante, nuevos incendios, uno de ellos el del año 1504, afectando a toda la villa, asestaron buenos golpes de desdicha y desolación, haciendo peligrar incluso su propia supervivencia.

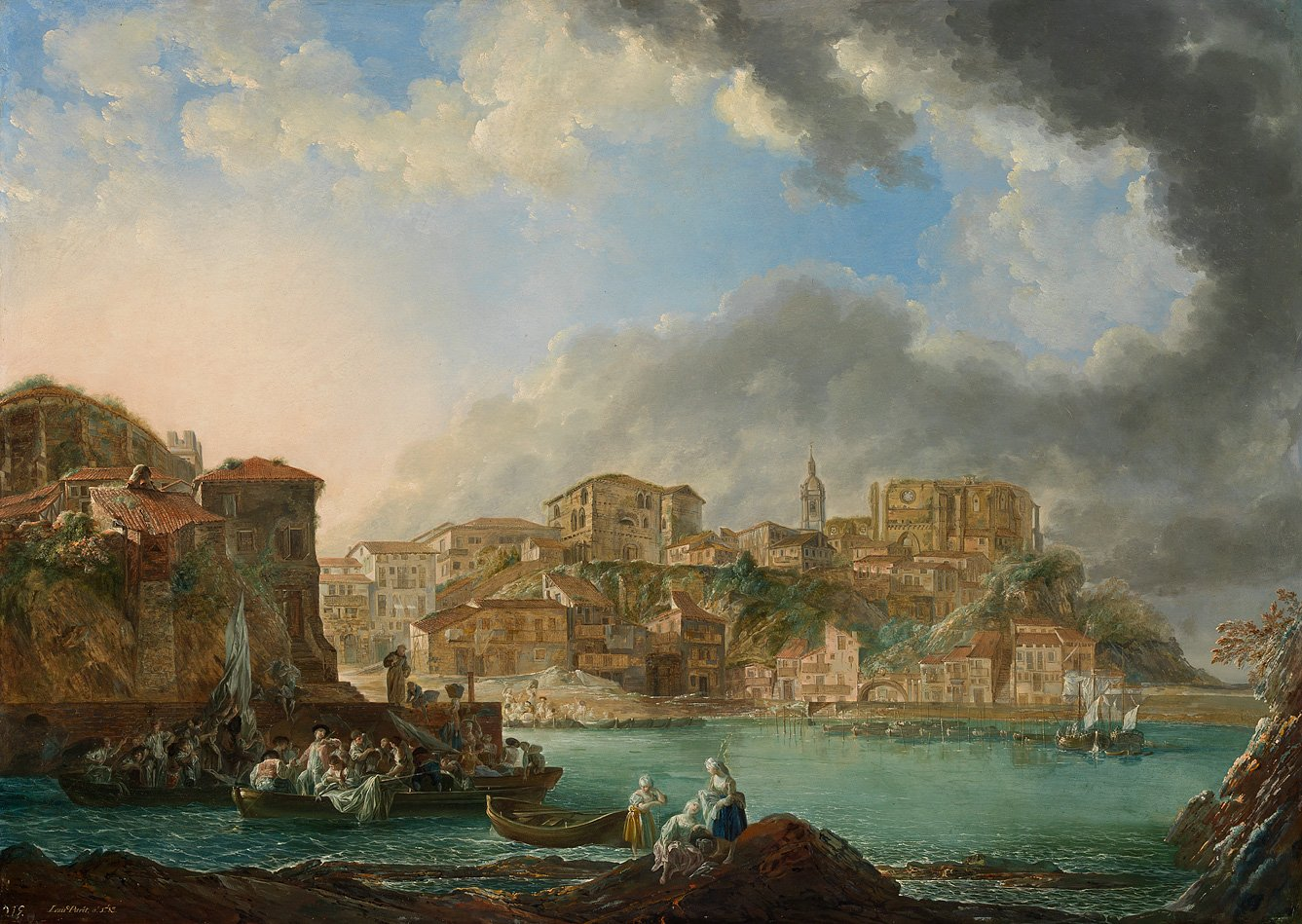
Vista de Bermeo, 1783. Pintura al óleo sobre plancha de cobre realizada por Luis Paret (adquirida por el Museo de Bellas Artes de Bilbao en 2017)

A pesar de los padecimientos sufridos, Bermeo, durante el siglo XVI, mantuvo su prestigio, de lo que dan fe, por ejemplo, la ratificación de las Ordenanzas de la Cofradía de Pescadores el 7 de abril de 1527; la confirmación por el rey Carlos I de anteriores privilegios en el sentido de que «ni los vecinos de Bermeo, ni sus mercancías, ni extranjero que viniese a Bermeo con sus mercancías, fuese prendido sino por deuda propia o por fianza», dado en Madrid el 10 de marzo de 1546; el jubileo concedido al Convento de San Francisco por el Papa Pablo IV por bula fechada el año 1563, etc.
No obstante, Bermeo ostenta durante el siglo XVI, a despecho de su adversa suerte, una dualidad pesca-comercio y mantiene la mayor y mejor flota pesquera de la península, al tiempo que sus buques mercantes continúan la vieja rivalidad secular con el puerto de Bilbao.

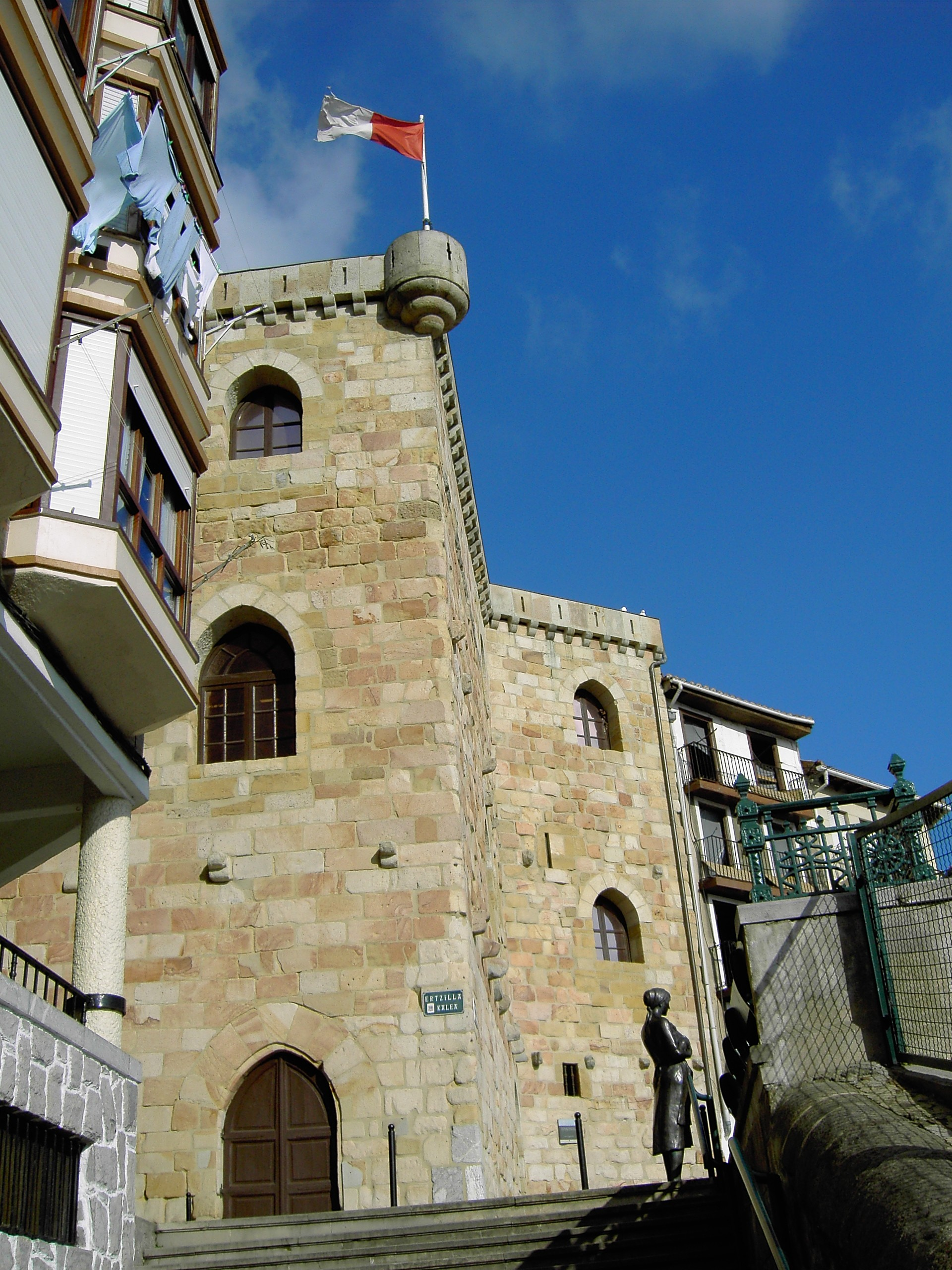
Torre Ercilla,

El siglo XVIII marca para Bermeo una etapa de franco florecimiento, debido fundamentalmente, al desarrollo paulatino de la actividad pesquera, que hasta entonces venía simultaneando con la del comercio. Reanuda su dedicación a la pesca y con ella se inicia también un período de una importante actividad constructiva en muelles, calles, edificios, arroyos, escolleras, etc., lo que produce un apreciable desarrollo urbano y un considerable aumento de su población, así como una masiva implantación de «talleres u oficinas de salar pescado» e industrias auxiliares de la pesca, como la construcción naval con sus carpinteros de ribera y calafates.
Tras nuevas convulsiones provocadas por la Guerra de la Independencia Española y por las guerras carlistas, hacia el año 1872 experimenta Bermeo un extraordinario auge, con una floreciente situación económica motivada por las importantes capturas de pesca. Ello permitió emprender importantes obras de infraestructura y de construcción de edificios y de servicios públicos, muchos de los cuales han llegado hasta nuestros días. La reconstrucción de la Casa Consistorial, el antiguo matadero y la iglesia de Santa María son de esta época. Se convierte así, después de Bilbao, en la localidad vizcaína más poblada y en mejor estado económico.
Ya en el siglo XX, Bermeo se lanzó al mar con mayor ímpetu que nunca, acogiéndose a todos los avances tecnológicos, llegando con ello a una extraordinaria situación de florecimiento y manteniéndose en la vanguardia de las flotas pesqueras de bajura. Posee también una importantísima flota de altura, así como una extraordinaria estructuración industrial pesquera.

## Demografía
Bermeo cuenta con una población de 17 042 habitantes (INE 2024).
| Gráfica de evolución demográfica de Bermeo entre 1842 y 2021                                                        |
| |
| Población de derecho según los censos de población del INE Población de hecho según los censos de población del INE |

Debido a la inmigración venida con la industrialización de la década de 1960, la población creció de una manera importante. En la década de 1990 y hasta el año 2000 la población ha disminuido, pero desde ese mismo año, la inmigración volvió a aparecer en la villa, y la población, pese a pequeñas variaciones, se mantenía estable. Estos últimos años, en cambio, se nota una ligera tendencia a la baja.

## Economía
La economía de Bermeo se ha basado mayoritariamente en la actividad pesquera. El puerto ha sido la principal fuente de ingresos de la localidad. Bermeo posee una importante flota de altura y la flota de bajura más importante del País Vasco. La cofradía de pescadores San Pedro es una de las más importantes de Vizcaya, teniendo gran actividad y entrada de pescado.
Además, existen diversas empresas dedicadas a las conservas de pescado, entre las cuales cabe destacar Zallo, Serrats y Sálica, entre otras. Pero la industria no se basa únicamente en las conservas de pescado: existen diversas empresas ligadas al sector marítimo dedicadas a la fabricación de motores diésel y artículos para embarcaciones, así como instalaciones terrestres de generación de energía, entre las que cabe destacar la empresa Wartsila Ibérica, cuya sede central española se sitúa en Bermeo.

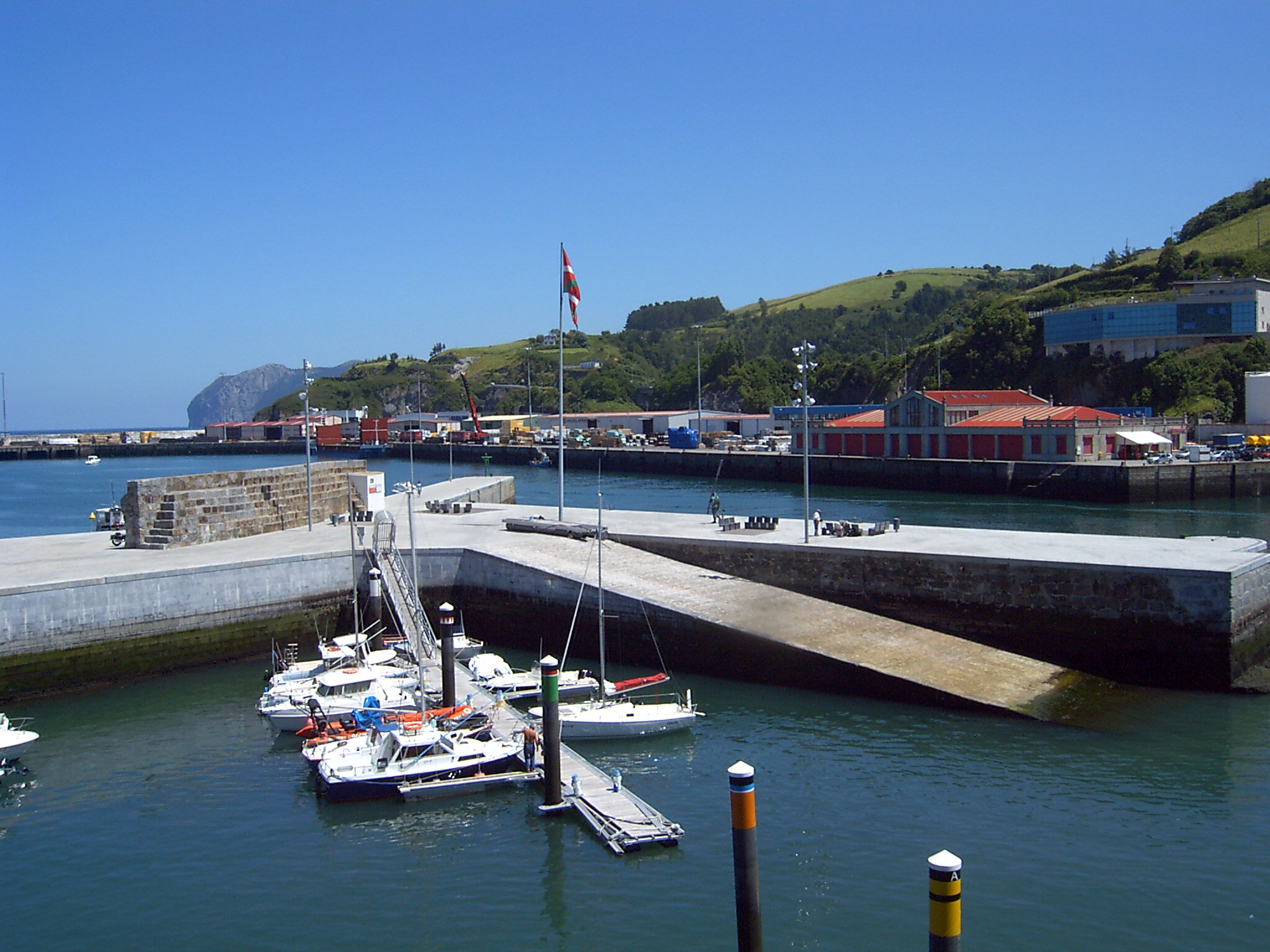
Al fondo, el puerto comercial

En el puerto no solo se trabaja con el pescado; existe una zona portuaria comercial que recibe diversa materia prima durante todo el año. Encontramos en el mismo muelle empresas de consignación de buques y grandes almacenes.
Se encuentran en la localidad también diferentes empresas ligadas a la industria maderera. Por otro lado está el centro vasco de innovación, emprendizaje y desarrollo de nuevos negocios DenokInn, parte complementaria del sistema vasco de innovación. Busca fomentar la apuesta activa e innovadora. Su objetivo es transformar las ideas y la tecnología en nuevos negocios, es decir, aplicar el conocimiento al mercado.
Otra empresa destacable es la plataforma de gas Gaviota, que entre los años 1986 y 1994 extrajo diez millones de metros cúbicos de gas natural. En 1995 el yacimiento fue reconvertido en un gran depósito de gas importado de terceros países, ya que su estanqueidad natural y su lejanía de la costa lo convierten en doblemente seguro.
Este enorme almacén, propiedad de Repsol y gestionado por Enagas, se encuentra en el subsuelo marino, bajo una capa de agua de 106 metros y en una zona de roca caliza a una profundidad de entre 2100 y 2700 metros. Perforado y entubado en cinco puntos a diferentes alturas, en verano se inyecta el gas para su almacenaje y en invierno se extrae para consumo. La Gaviota está formada por una plataforma terrestre y otra marina.

### Desempleo
En el año 2015 la tasa de desempleo en Bermeo era del 9,86 %. 

#### Sector primario

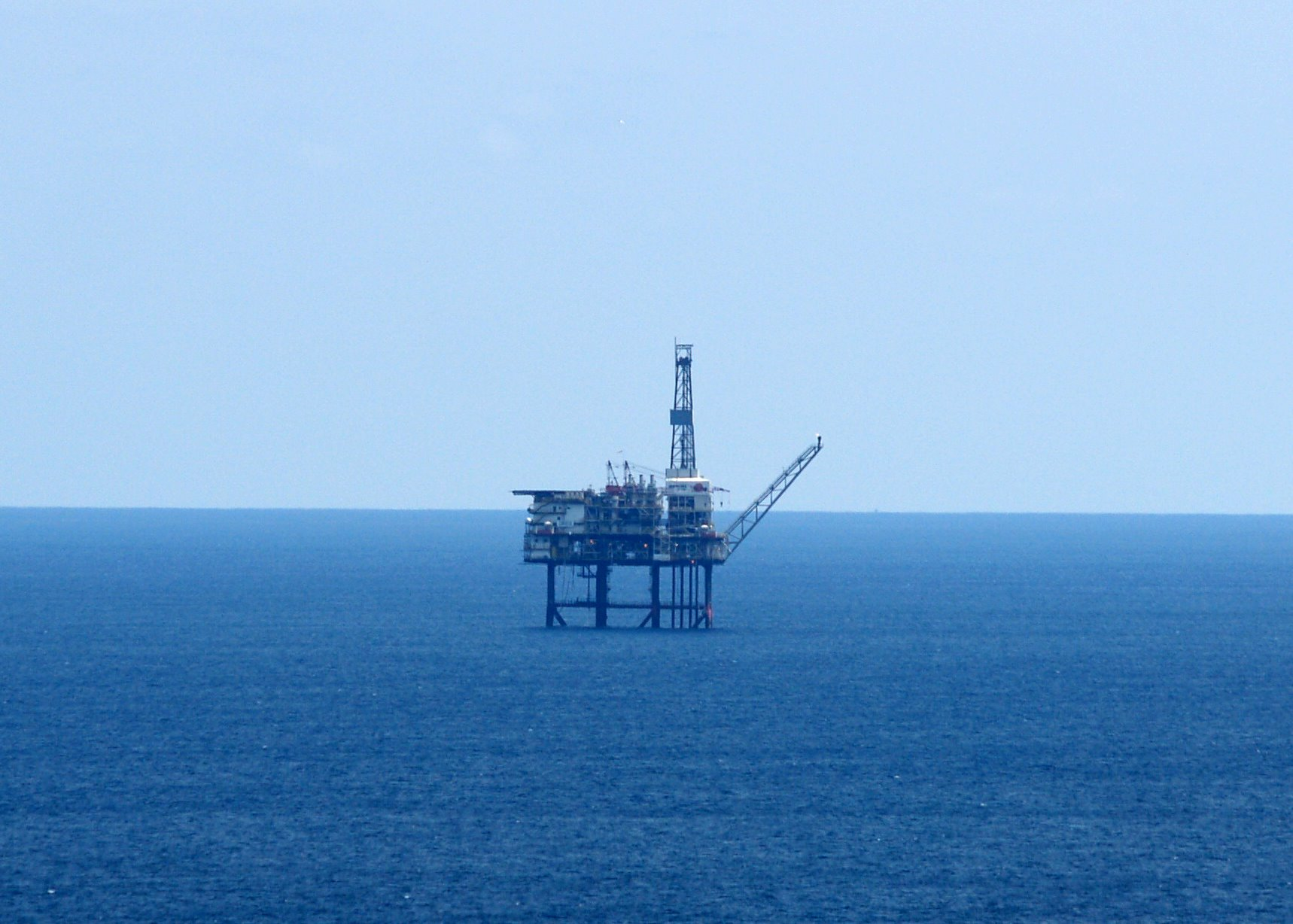
Plataforma de gas Gaviota

Ocupa al 31 % de la población activa. Constituye Bermeo el primer puerto pesquero de Vizcaya y el segundo en el total de capturas. Destaca por ello la importancia económica del sector pesquero, al que se dedican 80 embarcaciones atendidas por 750 pescadores. En cuanto al sector agrícola, dado lo accidentado del terreno, las zonas de cultivo apenas ocupan el 4,9 % de la superficie agrícola (141 ha), destinadas a huertas y cultivos tradicionales como el maíz y la patata. Los prados y pastizales, que ocupan 1003 ha (34,8 %), permiten mantener una importante ganadería bovina (1079 u.). Destaca sobre todas, la superficie forestal, 1494 ha (51,9 %), sobre todo en las laderas del Sollube.

#### Industria y construcción
Ocupa al 31 % de las personas activas. La industria se encuentra muy ligada al sector pesquero. Las conservas de pescado y productos derivados dan trabajo a la mayor parte de los empleados. Junto a esas industrias alimentarias, pequeños astilleros, talleres de madera, empresas de motores y artículos para embarcaciones y la plataforma de gas también ofrecen un buen número de puestos. El polígono industrial Landabaso se sitúa al oeste de la localidad y se divide en dos fases, Fase A y Fase B.

#### Sector servicios
Ocupa al 38 % de la población activa. Posee Bermeo los servicios propios de todo municipio, pero su alejamiento del interior le impide proyectarse sobre los municipios cercanos e incluso le somete en algunas áreas a la influencia de otras localidades. Sí cabe señalar una especialización en torno a la organización pesquera, de armadores y pescadores y una buena dotación de entidades financieras, gestorías y seguros.

### El puerto
Bermeo ganó importancia como puerto durante la Edad Media. En aquella época la pesca y el comercio eran protagonistas. El puerto es de los más importantes del País Vasco, siendo el más importante en cuanto a la pesca de bajura.

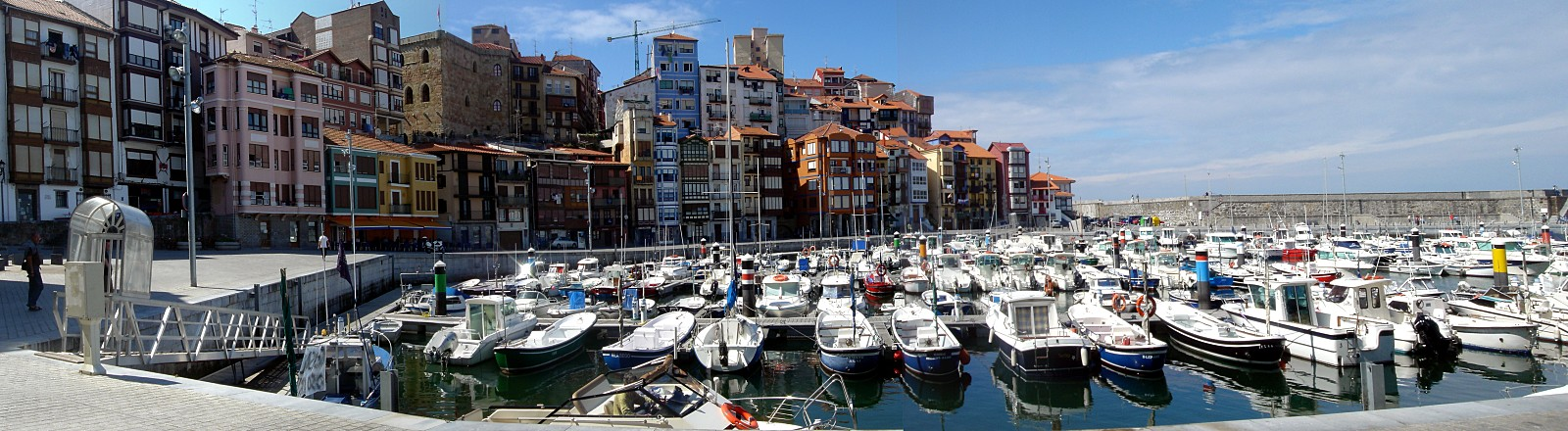
Puerto deportivo de Bermeo

Actualmente, debido a las inversiones realizadas por el Gobierno Vasco, ha recuperado su actividad mercantil. Además, desde 2006 posee el Puerto deportivo de Bermeo. Cabe destacar su muelle industrial y comercial.

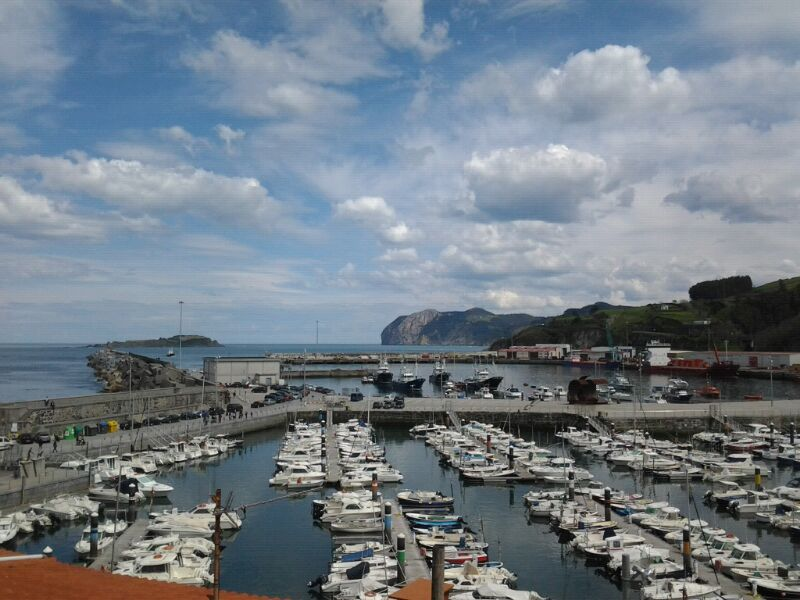
Puerto deportivo

Entrada al puerto
- Ancho: 90 metros
- Profundidad: 6 metros
- Dirección: estenordeste

Muelle Xixili
- Metros: 140
- Profundidad: 6 metros
- Superficie: 3100 m²
- Almacenes cubiertos

Muelle Erroxape
- Metros: 520
- Profundidad: 6 metros
- Superficie: 60 000 m²
- Almacenes cubiertos: 12 000 m²

#### Servicios
- Astilleros
- Vía de ferrocarril portuaria
- Fondeaderos
- Grúas (de 12 toneladas)

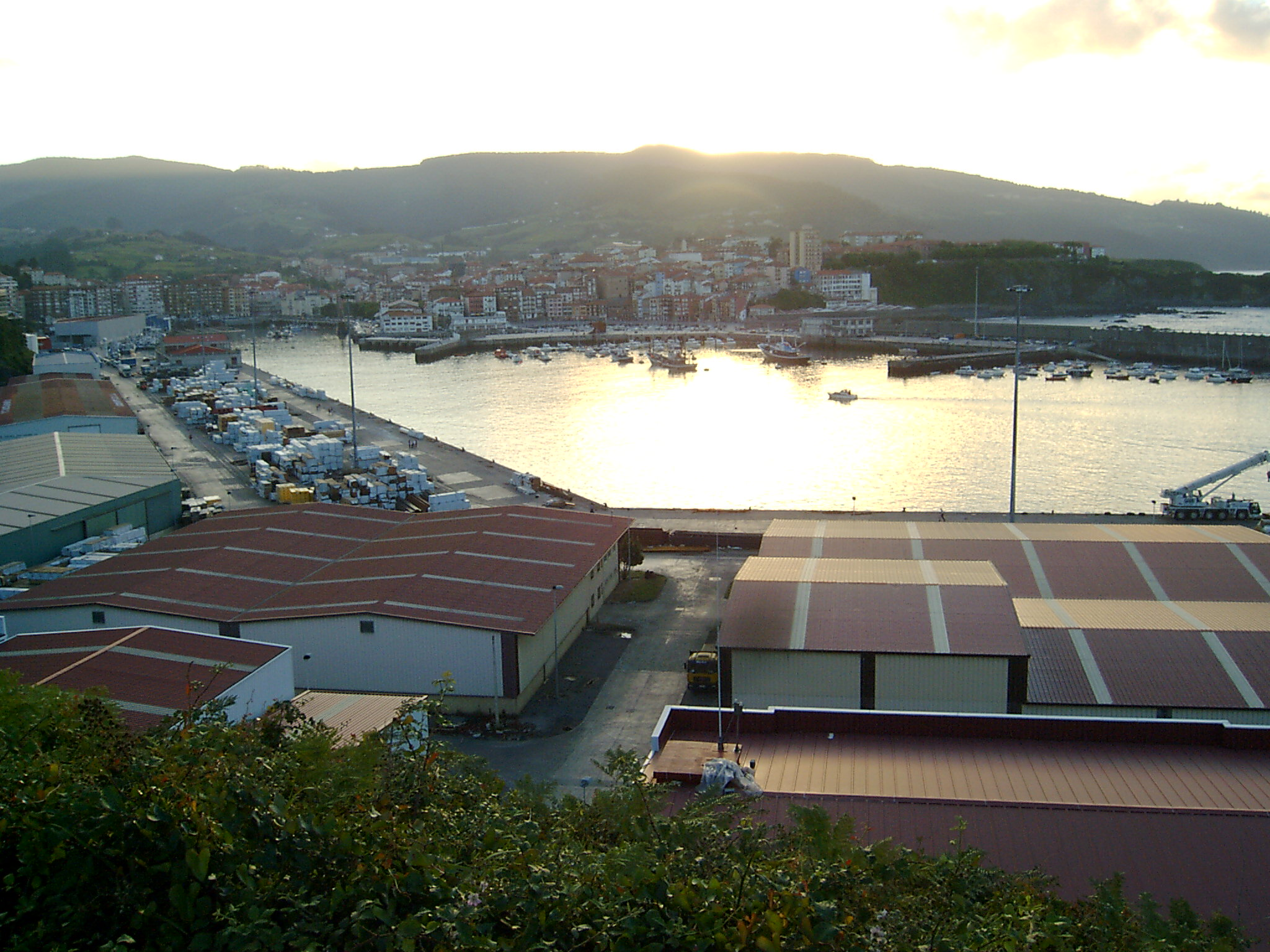
Puerto comercial

- Talleres de reparación, carpinterías
- Suministros de agua
- Surtidores de combustible (gasóleo)
- Tomas de electricidad
- Básculas: 3 (de 40 y 60 toneladas)
- Recogida de aceite usado
- Oficina portuaria: Muelle Matxikorta
- Capitanía marítima: Muelle Erroxape
- Bermeoko Lebazaliek y Mendieta U.T.E: Fraile leku kalea 1
- Casa del Mar (Instituto Social de la Marina): Arrantzaleen kofradia kalea 1
- Cruz Roja Gurutz Gorria (Salvamento Martítimo): muelle Matxikorta

En el puerto se encuentran, además, la cofradía de pescadores San Pedro, fábricas de hielo, fábricas congeladoras y viveros, entre otros.

## Administración y política

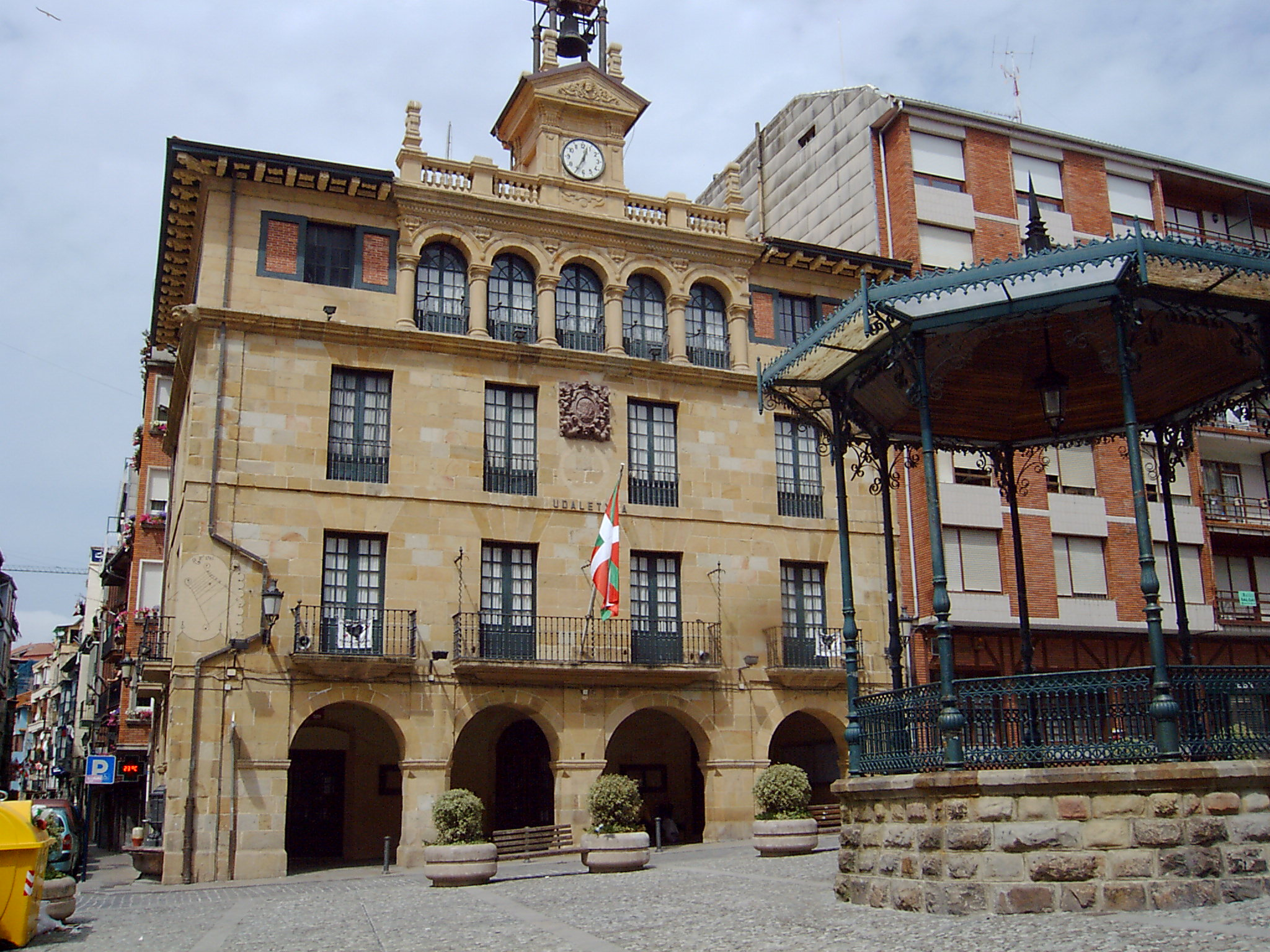
Casa consistorial de Bermeo, en la plaza Sabino Arana

### Gobierno municipal
| Alcalde  | Aritz Abaroa Cantuariense         | EAJ-PNV  |
| Concejal | Idoia Platas Arenaza              | EAJ-PNV  |
| Concejal | Maitane Leizaola Zulueta          | EAJ-PNV  |
| Concejal | José Mª Larrozea Etxebarria       | EAJ-PNV  |
| Concejal | Alazne Zumeta Garro               | EAJ-PNV  |
| Concejal | Ibon Legarreta Erkiaga            | EAJ-PNV  |
| Concejal | Kepa Zumeta Garro                 | EAJ-PNV  |
| Concejal | Gaizka San Pedro Mujika           | EAJ-PNV  |
| Concejal | Ziortza Irastorza Muruaga         | EAJ-PNV  |
| Concejal | Bittor Asteinza Blanco            | EH Bildu |
| Concejal | Irune Ormaetxea Legarreta         | EH Bildu |
| Concejal | Asier Larrauri Unanue             | EH Bildu |
| Concejal | Nadia Nemeh Shomaly               | EH Bildu |
| Concejal | Josu Unanue Astoreka              | EH Bildu |
| Concejal | Xabier Ortuzar Butron             | Guzan    |
| Concejal | Miren Karmele Gabantxo Uriagereka | Guzan    |
| Concejal | Maite Alonso Altonaga             | Guzan    |

| Periodo   | Nombre                             | Partido | Partido                                                      |
| --------- | ---------------------------------- | ------- | ------------------------------------------------------------ |
| 1979-1983 | Luis Bilbao Madariaga              |         | Euzko Alderdi Jeltzalea-Partido Nacionalista Vasco (EAJ-PNV) |
| 1983-1987 | Javier Zabala Alboniga             |         | Euzko Alderdi Jeltzalea-Partido Nacionalista Vasco (EAJ-PNV) |
| 1987-1991 | José María Ormaetxea Larandagoitia |         | Eusko Alkartasuna (EA)                                       |
| 1991-2007 | Juan Karlos Goienetxea Beitia      |         | Eusko Alkartasuna (EA)                                       |
| 2007-2011 | Xabier Legarreta Gabilondo         |         | Euzko Alderdi Jeltzalea-Partido Nacionalista Vasco (EAJ-PNV) |
| 2011-2015 | Idurre Bideguren Gabantxo          |         | Bildu                                                        |
| 2015-2019 | Idurre Bideguren Gabantxo          |         | Euskal Herria Bildu (EH Bildu)                               |
| 2019-2023 | Aritz Abaroa Cantuariense          |         | Euzko Alderdi Jeltzalea-Partido Nacionalista Vasco (EAJ-PNV) |
| 2023-act. | Nadia Nemeh Shomaly                |         | Euskal Herria Bildu (EH Bildu)                               |

| Partido político                                              | 2023   | 2023   | 2023       | 2019   | 2019       | 2015   | 2015       | 2011   | 2011       | 2007   | 2007       | 2003        | 2003        | 1999   | 1999       | 1995   | 1995       | 1991  | 1991       |
| Partido político                                              | Votos  | %      | Concejales | %      | Concejales | %      | Concejales | %      | Concejales | %      | Concejales | %           | Concejales  | %      | Concejales | %      | Concejales | %     | Concejales |
| Euzko Alderdi Jeltzalea-Partido Nacionalista Vasco (EAJ-PNV)  | 3465   | 42,02  | 8          | 48,06  | 9          | 35,81  | 7          | 42,28  | 8          | 46,41  | 9          | 37,66       | 7           | 30,72  | 6          | 35,45  | 6          | 32,94 | 6          |
| Euskal Herria Bildu (EH Bildu)-Bildu                          | 2393   | 29,02  | 5          | 28,46  | 5          | 37,69  | 7          | 47,82  | 9          | —      | —          | —           | —           | —      | —          | —      | —          | —     | —          |
| Guzan                                                         | 2064   | 25,03  | 4          | 19,52  | 3          | 13,45  | 2          | —      | —          | —      | —          | —           | —           | —      | —          | —      | —          | —     | —          |
| Partido Socialista de Euskadi-Euskadiko Ezkerra (PSE-EE PSOE) | 219    | 2,65   | 0          | 2,63   | 0          | 2,22   | 0          | 2,91   | 0          | 4,43   | 0          | 3,93        | 0           | 4,18   | 0          | 6,14   | 1          | 6,17  | 1          |
| Partido Popular del País Vasco (PP)                           | 32     | 0,38   | 0          | 0,58   | 0          | 1,05   | 0          | 1,54   | 0          | 1,84   | 0          | 3,08        | 0           | 3,01   | 0          | 2,79   | 0          | —     | —          |
| Izartu Bermeo (IB)                                            | —      | —      | —          | —      | —          | 8,88   | 1          | —      | —          | —      | —          | —           | —           | —      | —          | —      | —          | —     | —          |
| Aralar                                                        | —      | —      | —          | —      | —          | —      | —          | 4,23   | 0          | —      | —          | —           | —           | —      | —          | —      | —          | —     | —          |
| Eusko Alkartasuna (EA)                                        | —      | —      | —          | —      | —          | —      | —          | —      | —          | 41,31  | 8          | 50,03       | 10          | 39,17  | 7          | 35,46  | 7          | 31,83 | 6          |
| Ezker Batua-Berdeak (EB-B)                                    | —      | —      | —          | —      | —          | —      | —          | —      | —          | 4,68   | 0          | 4,58        | 0           | 0,64   | 0          | —      | —          | —     | —          |
| Euskal Herritarrok (EH)-Herri Batasuna (HB)                   | —      | —      | —          | —      | —          | —      | —          | —      | —          | —      | —          | Ilegalizado | Ilegalizado | 21,32  | 4          | 18,09  | 3          | 21,11 | 3          |
| Euskadiko Ezkerra (EE)                                        | PSE-EE | PSE-EE | PSE-EE     | PSE-EE | PSE-EE     | PSE-EE | PSE-EE     | PSE-EE | PSE-EE     | PSE-EE | PSE-EE     | PSE-EE      | PSE-EE      | PSE-EE | PSE-EE     | PSE-EE | PSE-EE     | 7,31  | 1          |

### Organización territorial

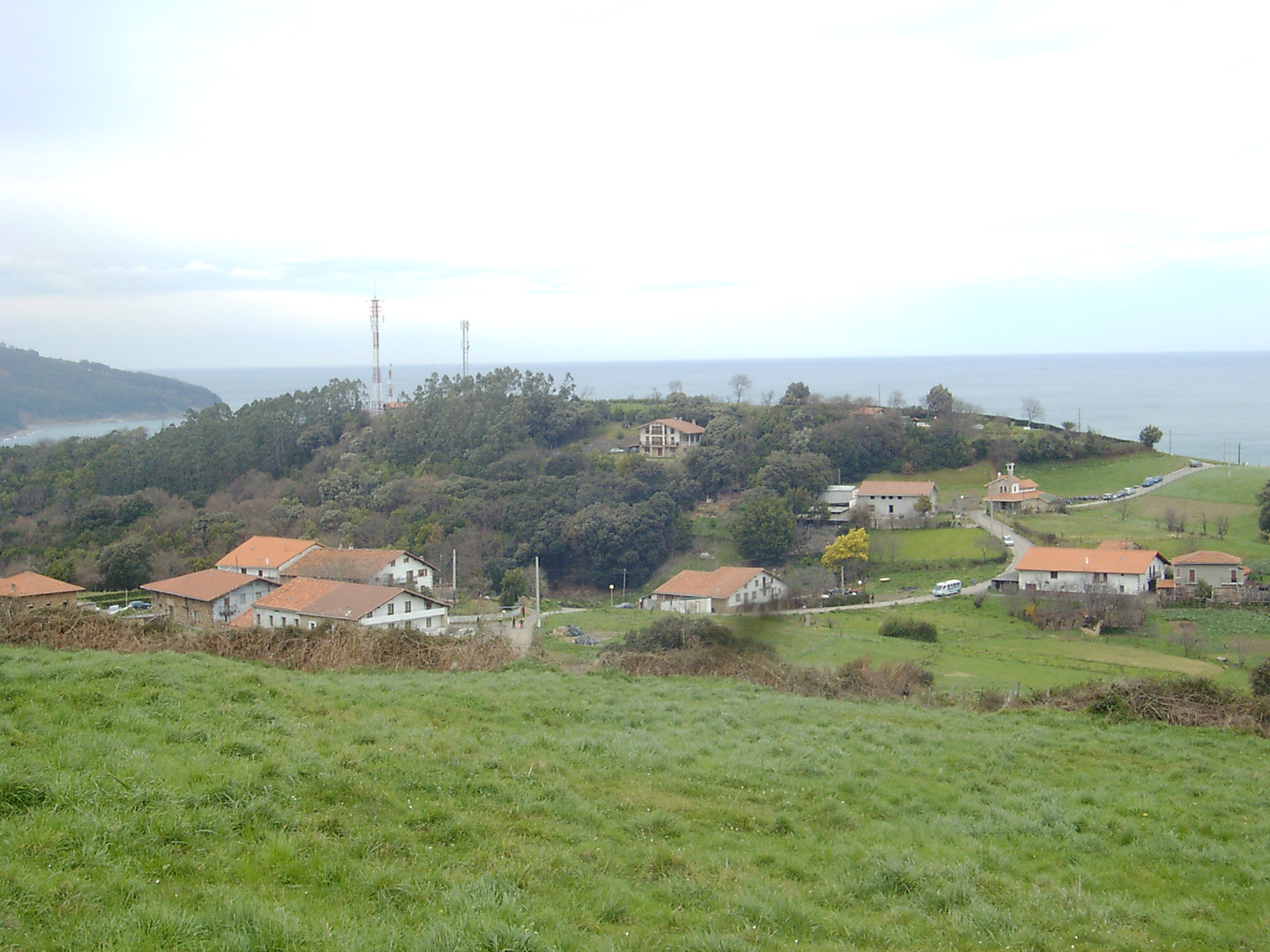
Barrio de Demiku

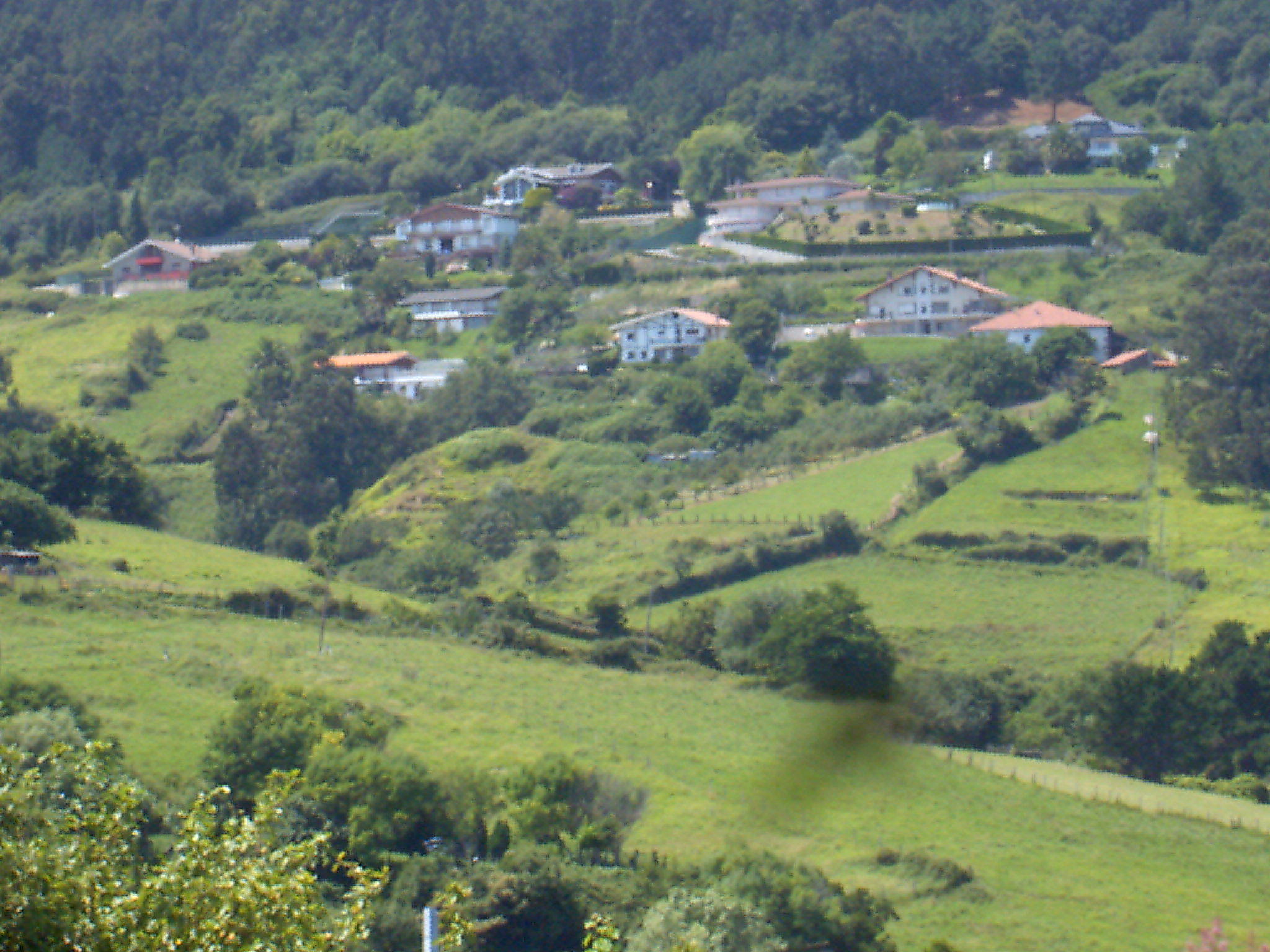
Barrio de Arana

Originalmente Bermeo era el actual casco viejo, pero la villa se ha ido expandiendo a través de los años hacia zonas más altas. Este proceso se ha visto acelerado principalmente en las décadas de 1980 y 1990.
Dentro del núcleo urbano también se diferencian diferentes zonas.

#### Zonas urbanas
- Alde zaharra (casco viejo)
- Erribera
- San Andrés
- San Martín
- Tala
- Kurtzio
- San Miguel
- Urbanización Baratz-Eder (zona residencial)

#### Barrios rurales
Administrativamente, la villa se divide en diez barrios rurales, de los cuales la mayoría disponen de su propio alcalde.
| Barrios                   | Altitud (m) | Población (2015) |
| ------------------------- | ----------- | ---------------- |
| Arana                     | 122 m       | N/D              |
| Artika                    | 26 m        | 120              |
| Agirre                    | 109 m       | 69               |
| San Andrés                | 155 m       | 43               |
| Almika                    | 111 m       | 77               |
| Arranotegi                | 340 m       | 19               |
| San Migel                 | 76 m        | 80               |
| Demiku                    | 112 m       | 40               |
| Mañu                      | 330 m       | 81               |
| Gibelortzaga (San Pelaio) | 262 m       | 240              |

## Servicios

### Transporte
Bermeo está unido a Munguía (18 km) mediante de la carretera BI-631 y a Guernica y Luno (14 km) por la carretera BI-2235. También está la BI-3101, carretera que une la localidad con Baquio (12 km). La capital, Bilbao (33 km/35 minutos), está conectada con la localidad por medio de las carreteras BI-631, así como la BI-2235, que enlaza con la A-8 AP-8. La carretera BI-631 está formada por tramos mayoritariamente de autovía, a excepción del tramo del monte Sollube, donde la Diputación Foral de Vizcaya planea construir un túnel mediante el cual la totalidad de la BI-631 llegará a ser autovía. También está la variante de Bermeo, que une las carreteras BI-631 y la BI-2235 por la zona sur de la localidad.

#### Carreteras
- BI-631 Bermeo - Bilbao
- BI-2235 Bermeo - Gernika
- BI-3101 Bermeo - Bakio

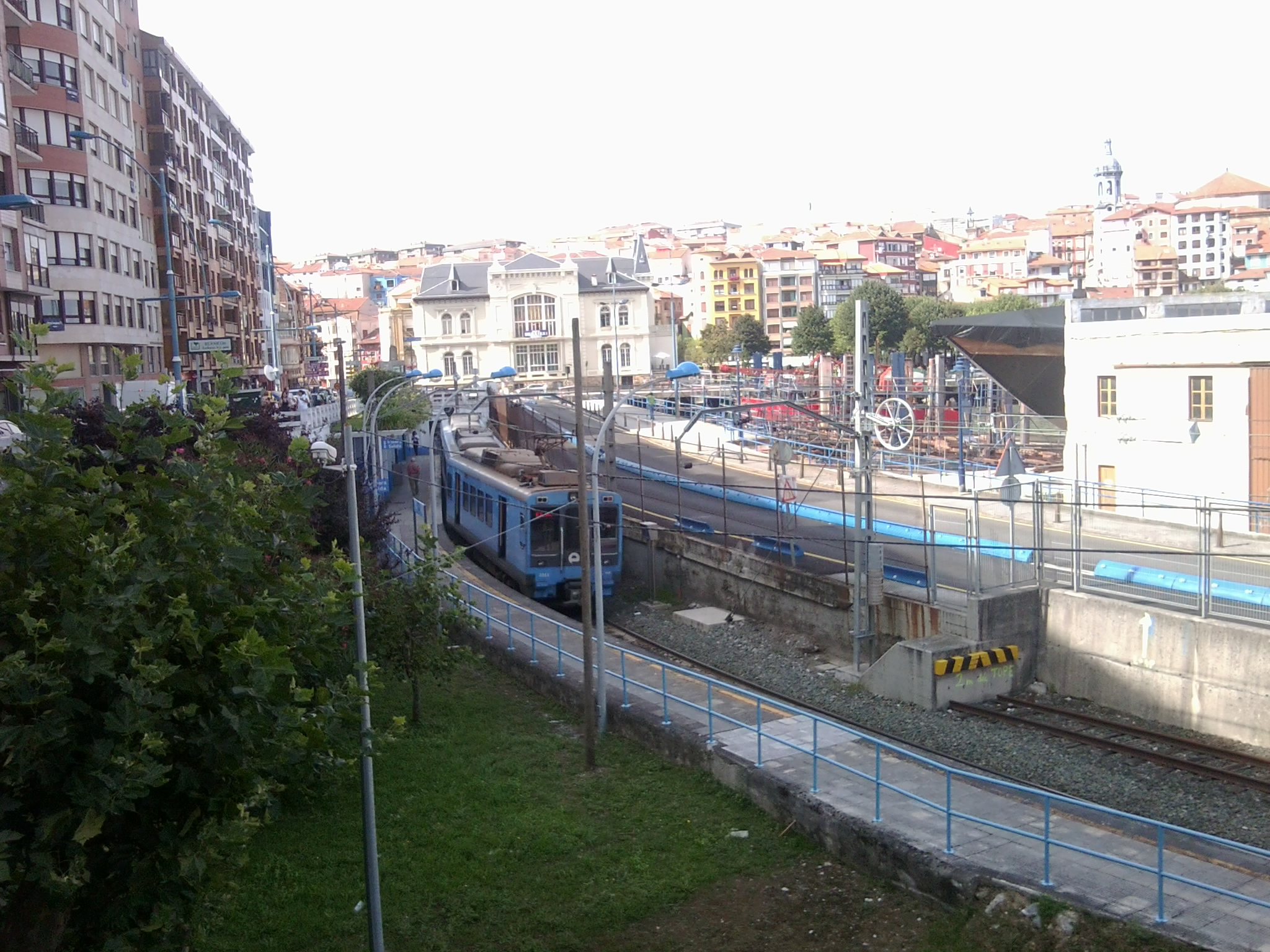
Estación de tren de Bermeo

Bermeo posee además diferentes servicios de autobús, tren, taxi y autobús urbano.

#### Bizkaibus
Bizkaibus ofrece diferentes líneas de autobús que conectan la localidad con distintos destinos:
- A 3527 Bermeo - Munguía - Bilbao (por autovía BI-631) (de lunes a viernes de 6:50 a 20:50 cada media hora, los sábados de 6:50 a 20:50 cada hora / domingos y festivos de 9:50 a 20:50 cada dos horas)
- A 3515 Bermeo - Guernica - Amorebieta - Bilbao BI-2235 (de lunes a viernes de 6:30 a 22:00 cada media hora / sábados, domingos y festivos de 6:30 a 22:30 cada hora)
- A 3528 Bermeo - Munguía - Derio - Lujua - Sondica - Erandio - Universidad del País Vasco BI-631 (de lunes a viernes a las 6:40, 7:40, 8:40, 9:40, 13:40 / Fines de semana y festivos no hay servicio)
- A 3524 Bermeo - Baquio BI-3101 (de lunes a viernes de 7:15 a 19:15 cada dos horas / Fines de semana y festivos no hay servicio)
- A 3517 Bermeo - Baquio - Munguía - Derio - Lujua - Sondica - Erandio - Bilbao BI-3101/BI-631 (de lunes a domingo de 7:40 a 20:40 cada hora durante los meses de verano / A Bakio de 7:40 a 20:40 cada media hora duante junio, julio, agosto, septiembre)

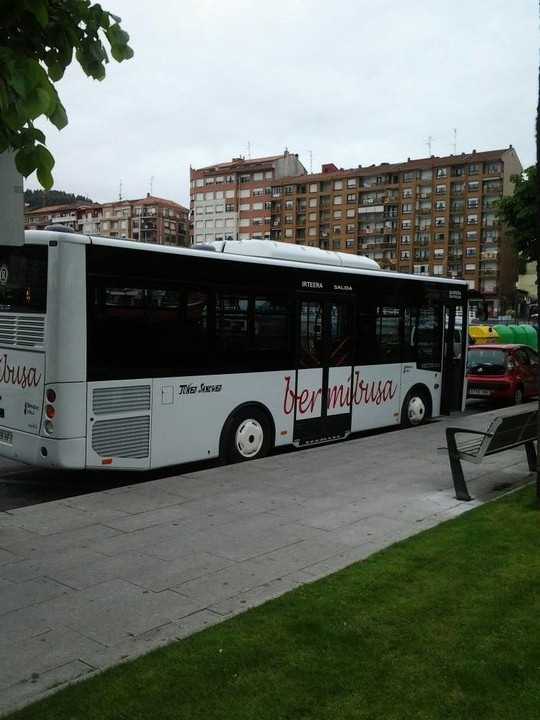
Autobús urbano Bermibus

#### Euskotren
Euskotren ofrece distintas líneas de ferrocarril que unen la localidad directamente con Bilbao y las localidades que quedan a su paso; y mediante transbordo, las localidades del este de Vizcaya y Guipúzcoa.
- Bermeo - Bilbao (De lunes a viernes de 6:18 a 20:48 cada media hora y a las 21:35 y 22:35 / sábados, domingos y festivos de 7:43 a 21:43 cada hora)
- Bermeo - Guernica - Amorebieta (sábados servicio nocturno a las 23:39, 1:18, 3:18, 5:18)
- Bermeo - Guernica (sábados servicio nocturno a las 22:43,7:43)

#### Taxis
Hay una parada de taxis en el parque Lamera, donde diversos taxis están disponibles. La parada tiene teléfono para recibir avisos.

#### Bermibus
Bermibus es un autobús urbano que une distintos puntos de la localidad durante la mañana y la tarde, de lunes a viernes. Cada viaje tiene un coste de 0,70 €.

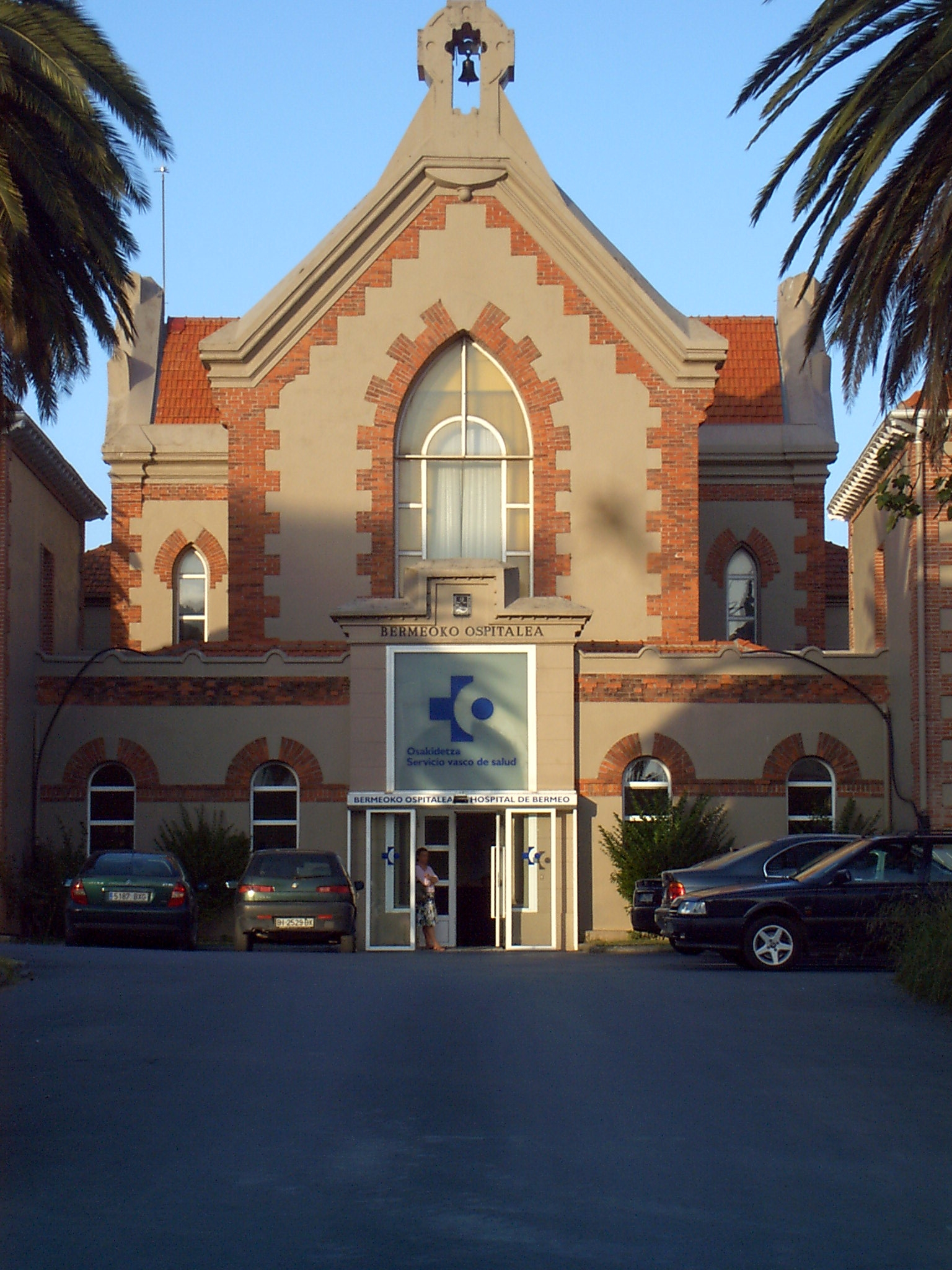
Hospital psiquiátrico

### Salud
- Centro de salud de Bermeo (Ambulatorio) (Osakidetza - Servicio Vasco de Salud)

- Medicina general
- Pediatría
- Análisis clínicos
- Matrona
- Enfermería
- Ginecología
- Punto de atención continuada (PAC) 24 horas

- Cruz Roja del Mar (ambulancias)
- Hospital de Bermeo (Hospital Psiquiátrico) (Osakidetza - Servicio Vasco de Salud)
- Centro de salud mental
- Centro de día
- Clínica Bermeo - Igualatorio (IMQ)
- Centro Médico Osasun Bulegoa

### Educación
- Colegio público San Francisco

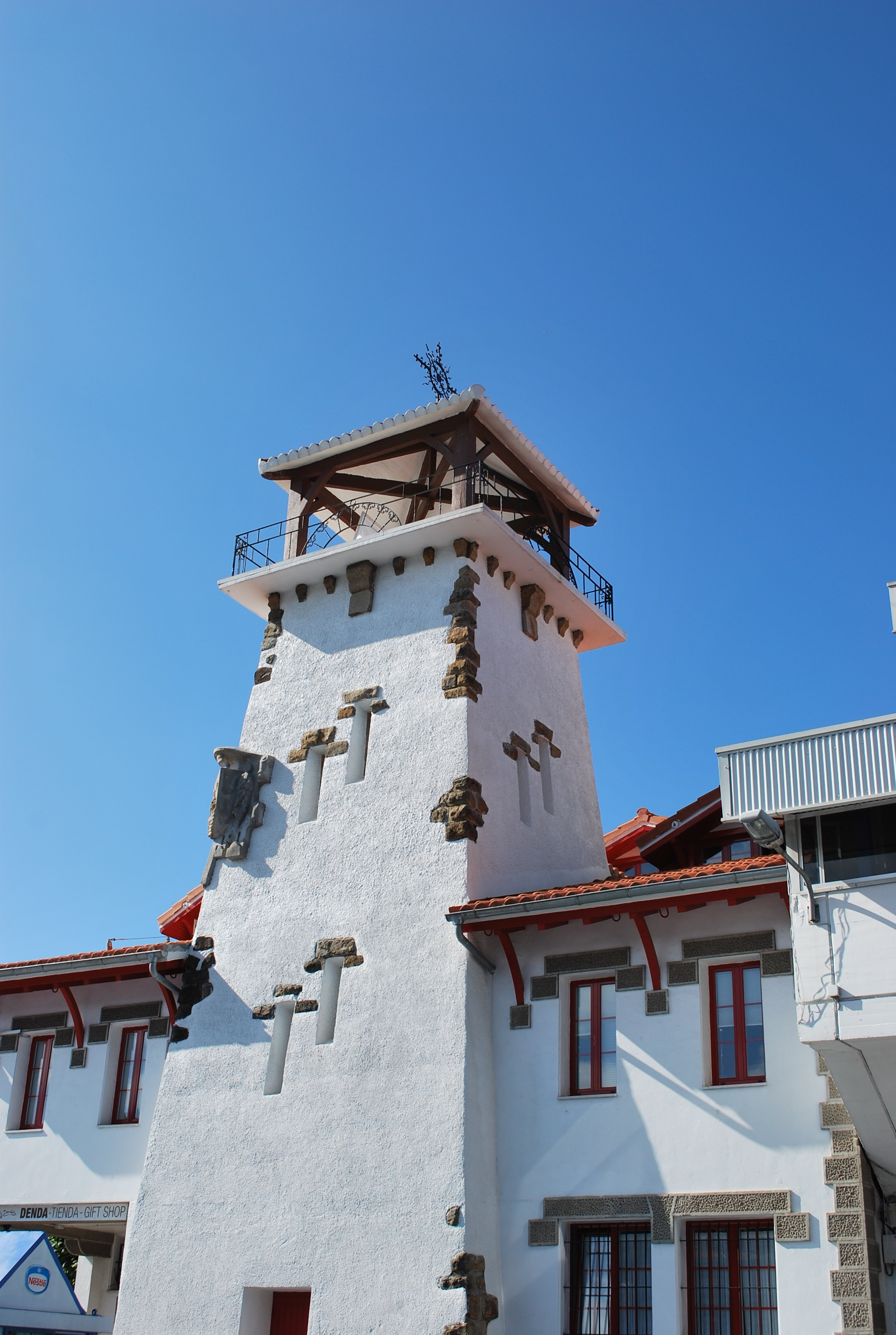
Biblioteca municipal

- Educación Infantil y Educación Primaria
- Modelo D
- Sistema Amara Berri

- Colegio Sagrado Corazón (Carmelitas)

- Educación Infantil y Educación Primaria
- Educación Secundaria Obligatoria (ESO)
- Modelo B y D

- Ikastola Luis Eleizalde

- Educación Infantil y Educación Primaria
- Educación Secundaria Obligatoria (ESO)
- Modelo D

- Instituto Ignacio Arozena - Benito Barrueta

- Educación Secundaria Obligatoria (ESO) / Modelo D

Bachiller
- Ciencias Humanas y Sociales (Modelos A y D)
- Ciencias de la naturaleza y la salud (Modelo D)
- Bachiller Tecnológico (Modelo D)

Ciclos formativos de grado medio
- Administración (Modelo D)
- Productos Electrónicos y consumo (Modelo D)

- Escuelas infantiles

- Haurreskola

- Formación profesional

- Instituto de la Marina (Escuela Náutica) / Modelo A
- Formación Profesional (Programa de dos años, incluidas las prácticas en las empresas. Clases de preparación para el graduado de la ESO) (mecánica, soldadura y hostelería)

- Escuela Oficial de Idiomas (EOI)

- Aprendizaje de idiomas y títulos oficiales (euskera, inglés y francés)
- Abarca a alumnos que habitan de las siguientes localidades: Ajánguiz, Arrazua, Arrieta, Baquio, Bermeo, Busturia, Ea, Elanchove, Ereño, Rigoitia, Forua, Frúniz, Gámiz-Fica, Gatica, Arteaga, Guernica y Luno, Ibarranguelua, Cortézubi, Lauquíniz, Maruri-Jatabe, Mendata, Meñaca, Morga, Mundaca, Munguía, Murueta, Múgica, Nabarniz y Pedernales.

- Educación Permanente de Adultos (EPA)

- Alfabetización, Graduado de Segundo Nivel, prestación preuniversitaria para mayores de 25 años, talleres.

- Escuela Municipal de Música José Antonio Egia

- Clarinete, saxofón, flauta, trompeta, trombón, bombardino, chistu, silbote, atabal, violín, violonchelo, piano, guitarra, acordeón, trikitixa, pandero, guitarra eléctrica, bajo eléctrico, batería.

### Deporte
- Polideportivo Municipal Arene

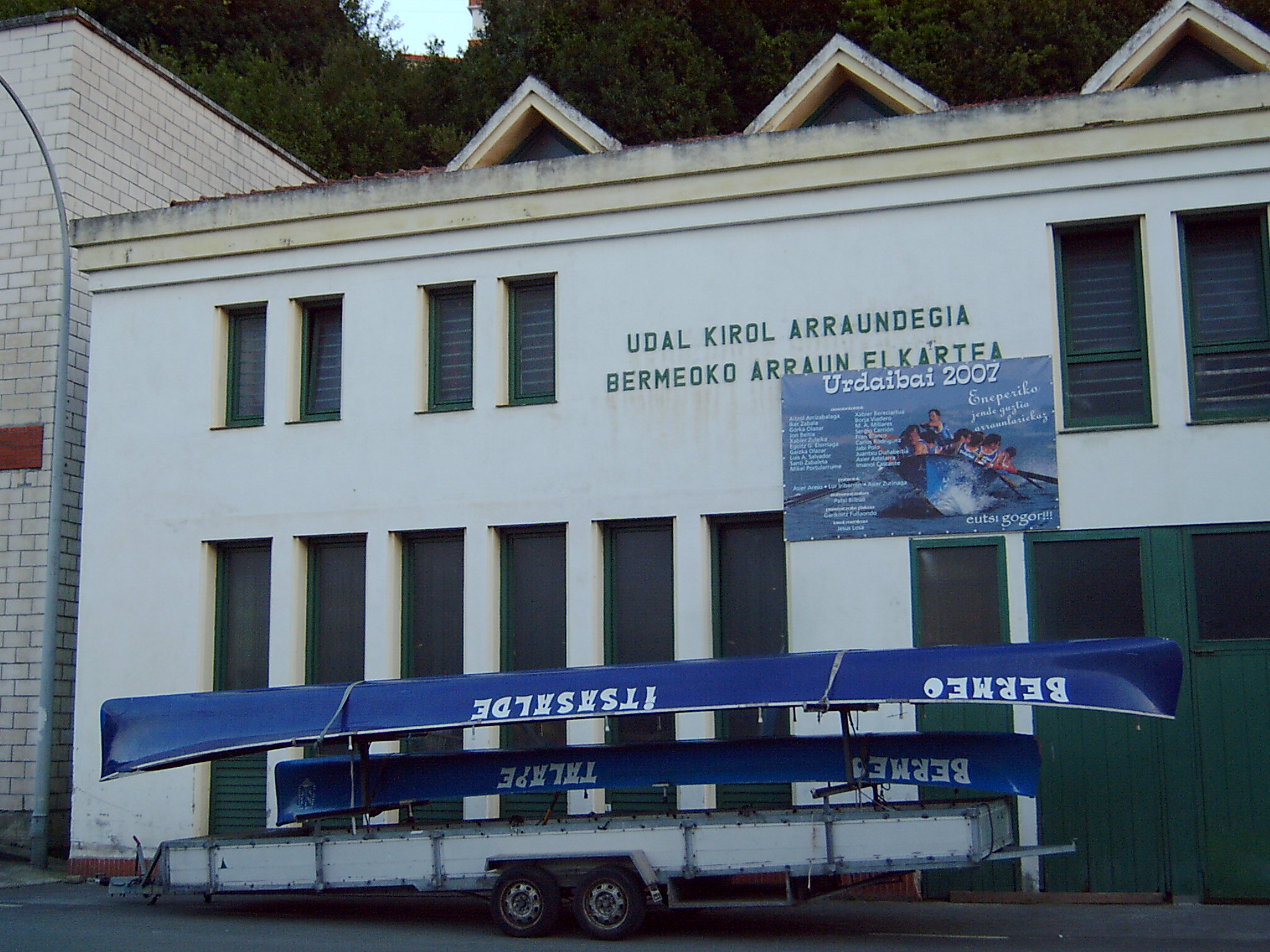
Sede del club de remo

- Frontón corto, Piscinas, gimnasio, gimnasio de aerobic, gimnasio de fitness, gimnasio (Tiro con arco), gimnasio (Artes marciales), 2 pistas de squash, cancha de voleibol, balonmano, baloncesto y fútbol sala, pista de danza, pared de escalada, etc.
- Se imparten clases de kick boxing, boxeo, aerobic, spinning, natación, kardiobox, pilates, etc.
- El polideportivo cuenta con una cafetería.

- Campo de fútbol Itxas Gane (Club Bermeo)

- Campo principal: Superficie 10 000 m², superficie construida: 6500 m², césped natural, iluminación, gradas, vestuarios y duchas.
- Campo Jesús Begoña Arroita Penta: Largo 55 m, ancho 30 m, superficie construida: 1650 m², césped sintético, iluminación.
- Campo pequeño
- Cancha de baloncesto
- Cafetería - restaurante

- Frontón Municipal Artza

- Datos: Largo 48,5 m, ancho 13 m, total 630,5 m.
- Cubierto, iluminación, gradas, vestuarios y duchas.
- Cafetería

- Frontón municipal

- Cubierto, con iluminación.

- Club de Remo de Bermeo (Club de Remo Urdaibai)

- Foso para aprendizaje técnico, gimnasio, almacén, taller de reparación de embarcaciones, salón de reuniones.
- Vestuarios y duchas.

- Probaderos municipales

- Datos: Largo 15 m, ancho 4 m, total 60 m².
- Carrejo.

### Cultura
- Casa de cultura

- Servicio de Atención a los Jóvenes (GIZ)
- Servicio de consultas sexuales (Bermesex)
- Gazteleku: dentro de ocio para jóvenes desde los 12 hasta los 18 años
- Ludoteca:Centro de ocio para niños de entre 6 y 11 años
- Aula de estudio, aulas para conferencias y charlas, aulas para los grupos culturales de la localidad, etc

- Sala de Actos Néstor Basterretxea

- Teatro, conferencias, reuniones, etc
- Sala de cine
- Sala de exposiciones

- Biblioteca Municipal Joxe Miguel Barandiaran

- Biblioteca adscrita al Sistema Nacional de Bibliotecas de Euskadi

- Centro Kz Gunea

- Centro de internet gratuito, común en todas las localidades del País Vasco

- Archivo municipal

## Cultura

### Idioma

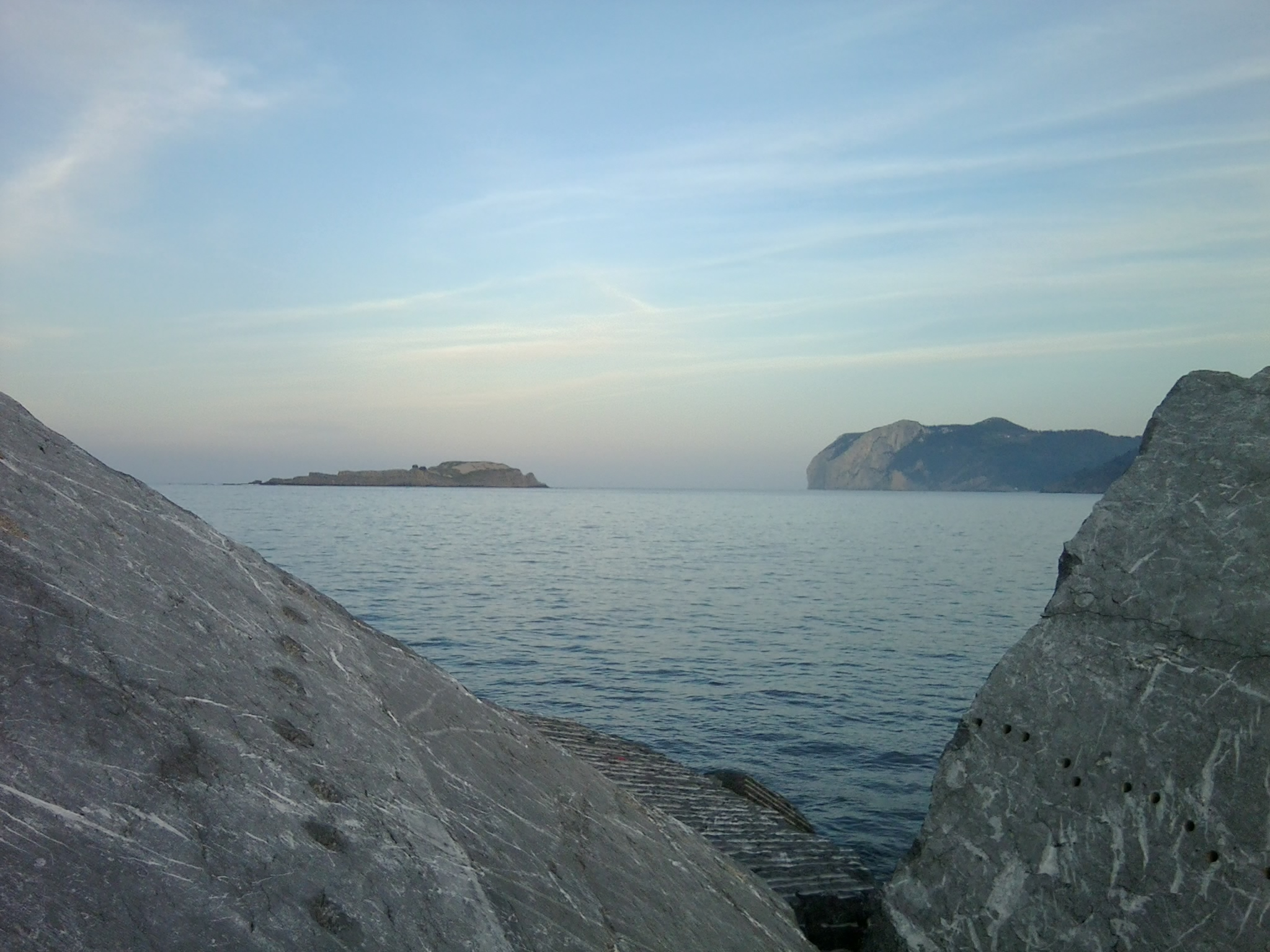
La isla de Ízaro y el cabo de Ogoño, vistos desde el rompeolas

El dialecto local es una derivación del euskera vizcaíno. El porcentaje de vascohablantes es bastante alto (72,3 %), a pesar de que el uso haya disminuido de forma significativa del 60,3 % de 2006 al 36 % de 2012. Hay diferencias evidentes entre los diferentes sectores de la población, aunque la disminución del uso se ha dado en todos los colectivos. Lo usa el 59,8 % de las personas mayores y el 42,4 % de los niños; en el caso de los adultos y los jóvenes, ese porcentaje varía, ya que lo utilizan el 29,5 % de los adultos y el 19,1 % de los jóvenes.
En cuanto al estudio del uso del euskera del año 2016, revela otro retroceso de 3 puntos, quedando en un 33,6 %. Sobre la base de ese dato, utiliza el euskera el 52 % de las personas mayores, el 36,3 % de los niños y niñas, el 27,8 % de los adultos y el 14,8 % de los jóvenes.
La localidad formaba parte de la mancomunidad UEMA, manteniéndose fuera de la misma durante cuatro años, aunque desde el 2 de septiembre de 2011 se encuentra de nuevo integrada en la misma. Además, ese mismo año el ayuntamiento de Bermeo fue el primero de Vizcaya en lograr el certificado Bikain de Oro, concedido por el Gobierno Vasco y la Fundación Euskalit, por su gestión de las políticas de normalización lingüística en la administración local.

### Fiestas y actos culturales
Su pintoresco puerto, su acogedor casco viejo, sus pequeñas calas para el baño, su típica cocina surtida de pescados frescos y bien condimentados, sus excelentes condiciones climatológicas –inviernos suaves y veranos no muy calurosos- hacen de Bermeo uno de los lugares turísticos más apacibles y de mayor atractivo de Vizcaya, en el que late, además, la vida de un pueblo vasco cargado de profundas y arraigadas tradiciones pesqueras.
Agenda cultural
A lo largo del año, aparte de fiestas se organizan eventos deportivos y culturales. (Las fechas no son exactas en algunos casos)
Enero
- Cabalgata de los Reyes Magos (5 de enero)
- Maratón municipal

Febrero
- Desfiles de carnaval (martes de carnaval)

Marzo
- Día del gudari marino (la primera semana). Lo organiza EA (Eusko Alkartasuna) de Bermeo
- Procesiones de Semana Santa (Viernes Santo)
- Día de la mujer (8 de marzo)

Mayo
- Feria del pescado Arrain Azoka (normalmente el penúltimo fin de semana del mes)

Junio
- Marcha de las iglesias y las ermitas (organizado por Sollube707 mendi taldea)
- Concentración motera Magurios (organizado por Izaro Bikers)
- Fogatas de la noche de San Juan (23 de junio)
- DÍA DE SAN JUAN, en San Juan de Gaztelugatxe (24 de junio)

Julio
- Festival Jazzber (la primera semana del mes). Participan los grupos del concurso de jazz de Guecho
- Encuentros para tratar el tema del sida (1-2 semanas). Lo organiza el grupo Txo Hiesa
- Festival Gorefest (segunda semana del mes): cortometrajes gore
- Festival Folclórico Internacional (A mediados de julio): lo organiza Alkartasuna dantza taldea
- Víspera de la Magdalena (21 de julio)
- DÍA DE LA MAGDALENA (22 de julio): romería marítima Bermeo-Elanchove-Mundaca-Bermeo
- Maratón de Biking (algún sábado del mes): maratón de bicicletas estáticas

Agosto
- Semana internacional de la música
- Acto conmemorativo de la galerna de 1912 (12 de agosto)
- Día de San Roque (16 de agosto): ambiente festivo en la zona de la Tala

Septiembre
- Fiestas de la calle Atalde. Izarrako jaiak
- Festival de agroskate Skate Or Due (la primera semana del mes)
- Fiestas patronales Andramaris (del 7 al 16 de septiembre)

Durante estas fiestas se puede disfrutar de diferentes eventos: regatas, concursos de guisado, deportes rurales, conciertos, teatros, tamborradas, bajadas, ferias, concursos de play back, fuegos artificiales y espectáculos especiales, entre otros.
- Chupinazo (7 de septiembre)
- Día de Andra Mari (8 de septiembre)
- Día del marinero (Arrantzaleen eguna) (9 de septiembre)
- Día de Santa Eufemia (Baserritarren eguna) (16 de septiembre): último día de fiestas, con feria agrícola

(El sábado que coincide con la semana festiva se celebra el día del Sukalki -concurso de guisado-)
- Regatas Bandera de Bermeo (el sábado que coincide con las fiestas de la localidad)

Octubre

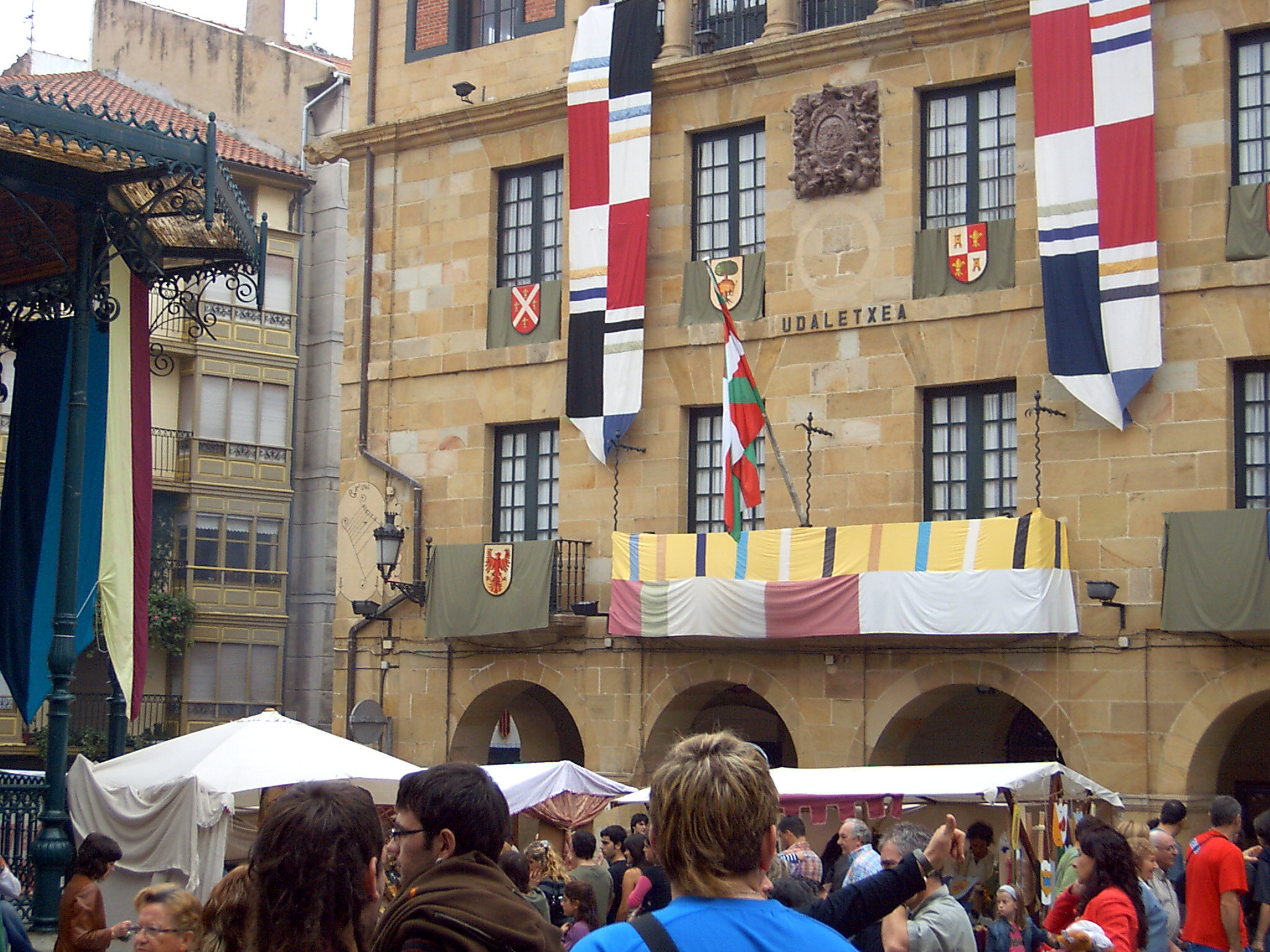
Feria medieval

- Feria Medieval Bermistorian (tercera o cuarta semana del mes): actos relacionados con la historia de Bermeo y feria medieval

Noviembre
- Feria de San Martín (11 de noviembre): feria con los productos de los caseríos vascos para celebrar la matanza del cerdo. También se organiza un concurso de morcillas.

Diciembre
- Euskararen Eguna - Día del euskera (3 de diciembre)
- Cabalgata del Olentzero (24 de diciembre)

### Ferias y mercados
- Arrain azoka (Feria del pescado)

La feria del pescado se celebra el penúltimo o antepenúltimo fin de semana de mayo. Se trata de una feria que dura tres días (viernes, sábado y domingo) y en la que las diferentes empresas del sector marítimo-pesquero exponen sus productos y los ponen a la venta. La feria goza de buena acogida ya que recibe a cerca de 100.000 personas cada año y es muy popular en toda la provincia, siendo una feria de referencia en esta materia. Durante el fin de semana que dura la feria se organizan visitas guiadas a fábricas de pescado, se realizan simulacros de venta de pescado en la antigua cofradía, se organizan juegos y talleres para los más pequeños y se abre una carpa en la que se pueden degustar las diferentes especies de pescado. Durante esta feria se hace entrega del premio Hegaluze saria (premio del bonito) a una persona o entidad elegida por los ciudadanos y que haya dado a conocer el nombre de Bermeo.
- Feria agrícola de Santa Eufemia

Esta feria se organiza cada 16 de septiembre con motivo de último día de las fiestas patronales de la localidad, el día de Santa Eufemia. En esta feria se exponen los diferentes productos elaborados en los caseríos vascos: quesos, chacolí de Vizcaya, legumbres, dulces, frutas y hortalizas, así como productos elaborados artesanalmente.
- Feria medieval (Bermistorian)

Feria organizada el penúltimo o antepenúltimo fin de semana de octubre, en el que se organizan diferentes actividades relacionadas con la historia de Bermeo. En los puestos de la feria se pueden degustar diferentes embutidos y dulces, y se pueden encontrar diferentes artículos elaborados artesanalmente.
- Mercado de abastos

Semanalmente, cada martes, diferentes puestos ofrecen diversos artículos como calzado, ropas, dulces, frutas, hortalizas, artículos musicales o de menaje, en la calle Atalde.
- Mercado municipal

Este mercado ofrece diferentes tipos de productos a lo largo de todo el año y está formado por carnicerías, charcuterías, pescaderías, floristerías, hueverías, tiendas de bisutería, administración de lotería, peluquería y una cafetería.

### Medios de comunicación
- Itsuki Irratia (105.2 FM)

- Radio local en la cual se ofrecen informativos, programas musicales, espacios para felicitaciones y concursos. Después de haber estado en emisión desde 1985 y tras 37 años en antena, actualmente no se encuentra operativa. 

- Oiz Mendi telebista

- Cadena de televisión comarcal que ofrece noticias de las comarcas de Busturialdea y Lea-Artibai, espacios para felicitaciones, magazines, documentales, etc.

- Busturialdea, Lea-Artibai eta Mutrikuko Hitza

- Periódico que recoge las noticias de las comarcas Busturialdea, Lea-Artibai y la localidad guipuzcoana de Motrico.

### Patrimonio
- San Juan de Gaztelugatxe

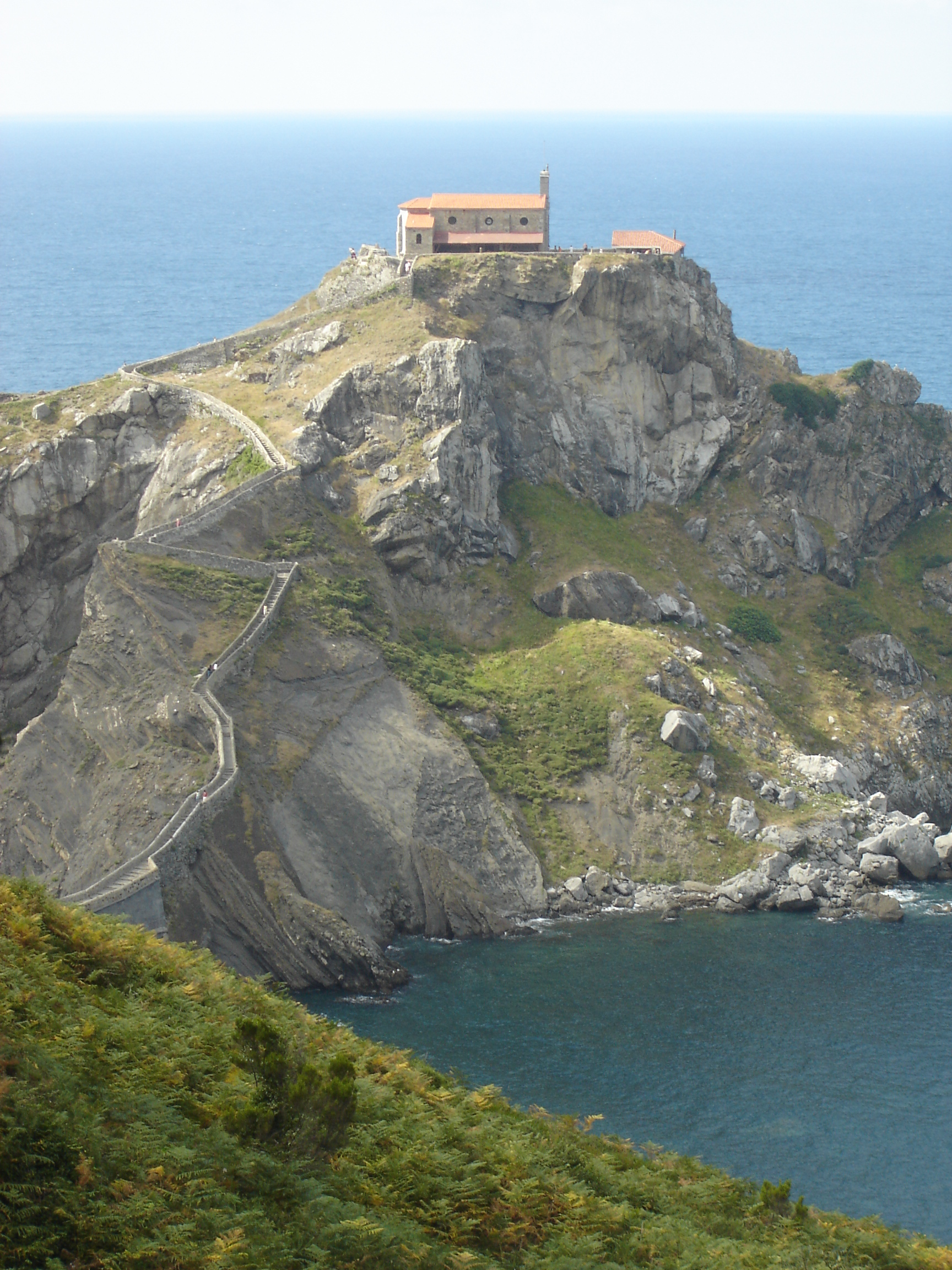
San Juan de Gaztelugatxe

Tomando la carretera hacia Baquio encontraremos el faro de Machichaco, en el cabo del mismo nombre. Continuando el camino llegaremos a la Isla de Aquech, junto a la peña de Gaztelugatxe. Esta peña es en sí un islote unido a tierra mediante un puente en el que en el siglo XIV hubo un castillo y en el que hoy en día se sitúa la ermita de San Juan. Cada 24 de junio se realiza una romería desde Bermeo hasta el peñón, donde acuden centenares de personas venidas de toda Vizcaya y de otros muchos sitios. El 29 de agosto se celebra una misa en honor al santo y se celebra el día de San Juan degollado. El 31 de diciembre se oficia otra misa para despedir el año.
Este es el lugar turístico del País Vasco por excelencia, ya que recibe a miles de visitantes durante el año. El islote y el entorno están considerados reserva protegida.
- Isla de Aquech

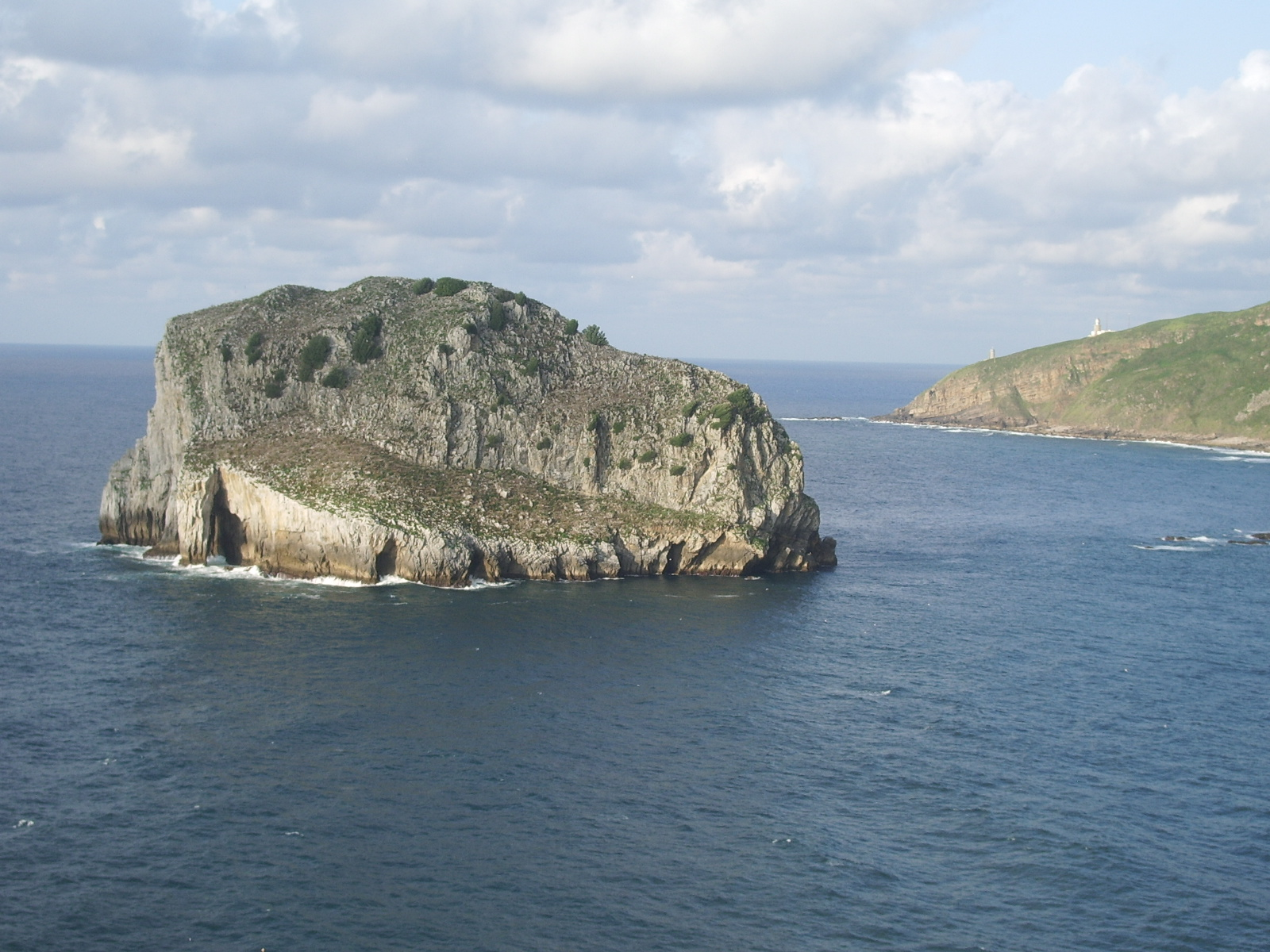
Isla de Aquech

El islote, más conocido como Akatz, está situado entre el cabo Machichaco y Gaztelugatxe. Es un peñón con escasa vegetación que alberga una importante población de aves.
- Cabo Machichaco

En el cabo Machichaco se sitúa el faro que lleva su mismo nombre. Existen el faro antiguo, actualmente en desuso, y el nuevo, que es el que está en funcionamiento. El lugar ofrece hermosas vistas de toda la costa vizcaína e incluso se pueden avistar cetáceos desde allí.
- Isla de Ízaro

Esta isla está situada en la entrada a la Reserva de la biosfera de Urdaibai. En la parte alta de la isla hubo un convento de franciscanos hasta el siglo XIII. Los Señores de Vizcaya tuvieron especial devoción por el convento. Constan las visitas de Enrique IV (1457), de Fernando el Católico (1476) y de su esposa Isabel (1483). Todos ellos otorgaron al convento diversas gracias y favores.

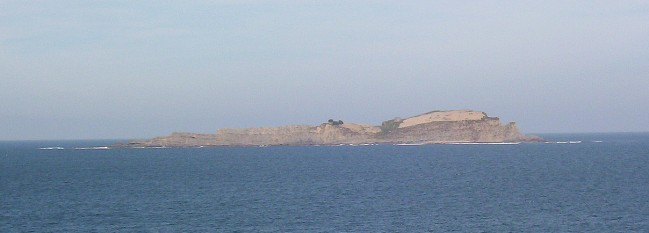
Isla de Ízaro

Los frailes de Ízaro se alimentaban de frutos que obtenían en la misma isla. Los franciscanos ayudaban a las embarcaciones izando señales y encendiendo fogatas, por lo que mantenían buenas relaciones con los pescadores. En momentos difíciles, los frailes colocaban una enseña blanca en la espadaña del convento para llamar la atención de los bermeanos, que acudían a socorrerles.
Tras algún ataque de los corsarios de la época, los frailes se trasladaron a Forua en 1719, dejando la isla para siempre. El convento se demolió, y construyeron una ermita bajo la advocación de Santa María Magdalena, cuyas ruinas, junto a las del convento, aún se pueden distinguir en la isla, al igual que algunos peldaños de la escalinata que mandó construir Isabel I de Castilla la Católica. Actualmente, junto con la ría de Urdaibai, es zona ecológica protegida donde diversas aves anidan.
- Casco antiguo

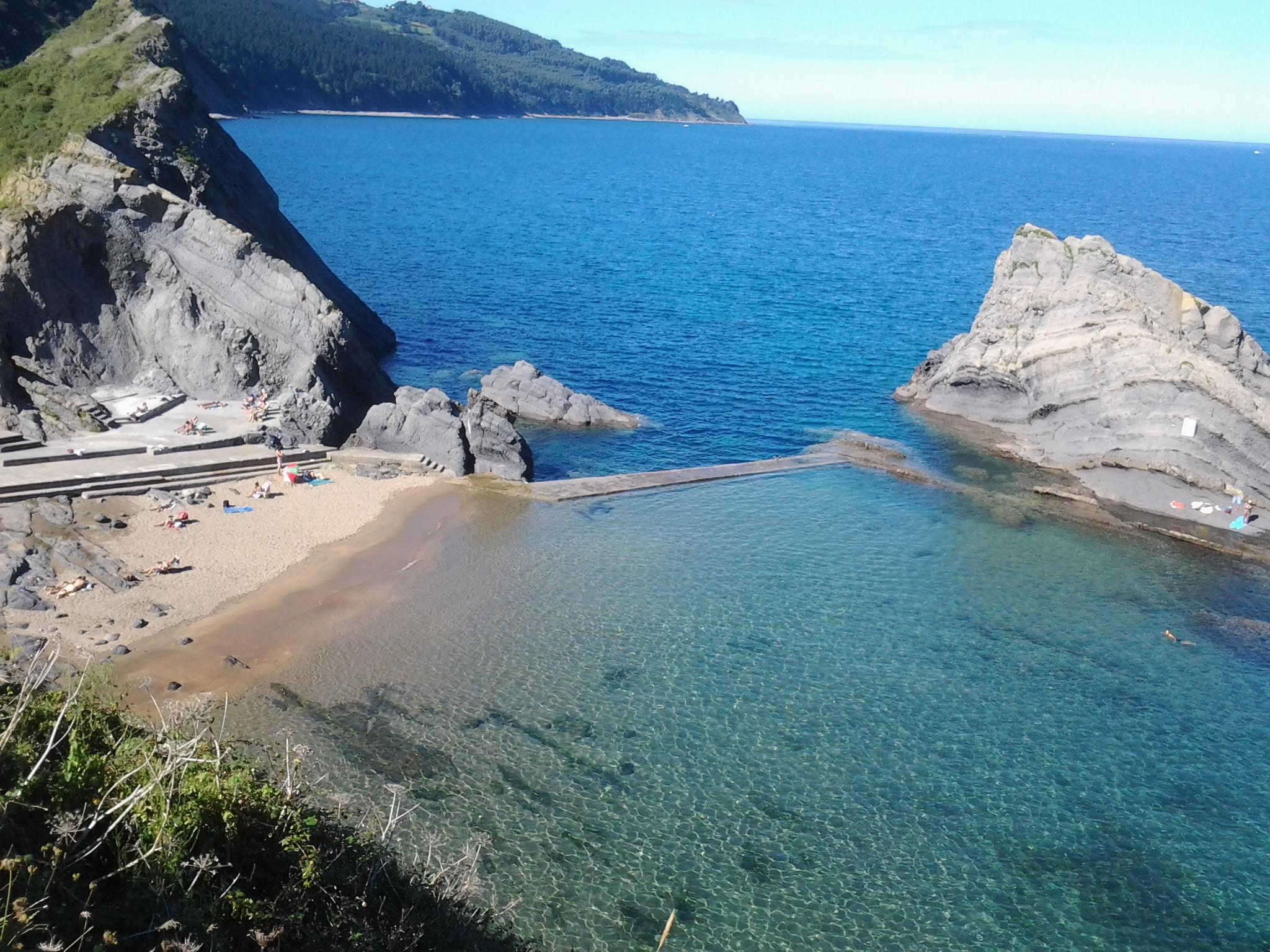
Playa de Aritzatxu

Multicolores casas de pescadores con reminiscencias medievales bordean las encantadoras calles, plazas y puerto viejo de Bermeo.
- Playa de Aritzatxu

Aritzatxu es una cala de pequeñas dimensiones que ofrece un lugar excelente para tomar el sol durante la primavera, el verano y el principio del otoño, y darse un baño en sus limpias aguas. La playa dispone de servicio de salvamento, agente de playa, servicios WC y chiringuito.
- Playa de Arribolas

Playa de aproximadamente 5 km de largo, formada por bolos y sin servicio de vigilancia. Es una playa especialmente buena para la práctica del buceo.
- Torre Ercilla (Museo del pescador)

Fue una de las 30 torres que defendían Bermeo en la Edad Media y la única torre que queda en pie. Está situada estratégicamente sobre el puerto viejo y fue construida a finales del siglo XV. Es una casa-torre, el hogar de los Ercilla. De este linaje son famosos Fortún García de Ercilla y Alonso de Ercilla y Zúñiga, autor de La Araucana. Durante siglos la torre fue descuidada, olvidándose su cometido militar; sirvió de lonja, casa de pescadores y almacén de pescado. En el año 1948 se reformó la fachada, encontrándose arcos góticos y saeteras, y se la nombró Museo del Pescador. En 1984 y 1985 se hicieron más reformas, cambiando la sillería de la fachada.
- El casino

Obra de Severino Atxukarro, se edificó en 1894 y se derrumbó en 1983 a consecuencia de unas inundaciones. Reedificada de nuevo, esta obra está considerada dentro del eclecticismo. Se encuentra ubicado en el parque Lamera. Las diferentes zonas del edificio se utilizan para diversas actividades; por un lado se encuentra la sala de exposiciones y conferencias Néstor Basterretxea, y por otro hay un restaurante que acoge el espacio central del edificio. En el lado opuesto hay un bar irlandés y una cafetería.
- Casa consistorial de Bermeo

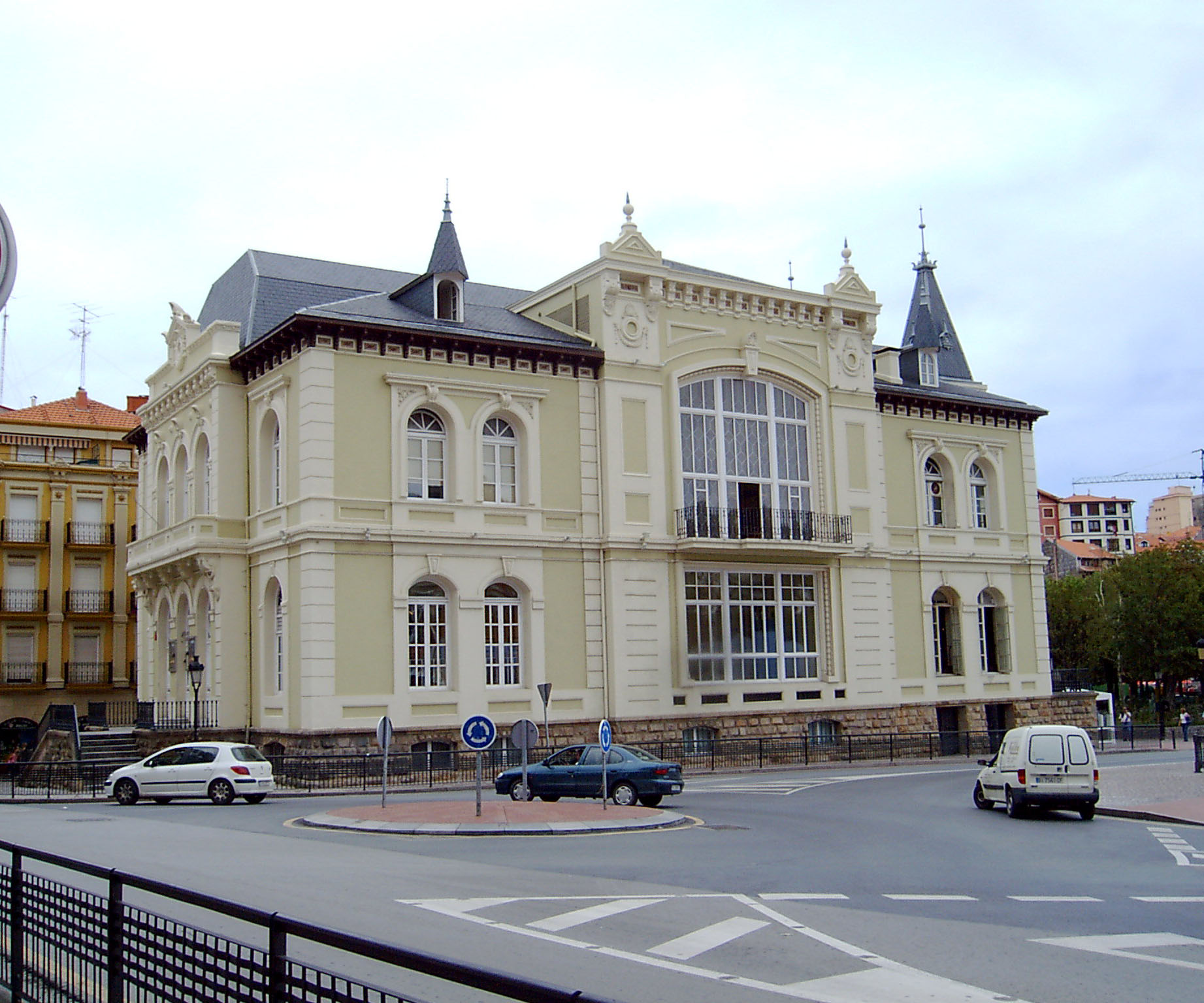
El casino

Situada en la plaza Sabino Arana Goiri, fue erigida en 1732. En su fachada se pueden observar dos relojes solares y es también considerada Monumento Histórico Artístico.
- Casa Kikumbera

La podemos catalogar dentro del racionalismo vasco. Es un edificio cuya estructura recuerda a la de un barco y fue declarada Monumento Histórico Artístico en 1995.
- Batzoki

Es una construcción de estilo modernista, obra de Pedro Ispizua.
- Convento e iglesia de San Francisco

El convento de San Francisco se halla extramuros desde el 30 de enero de 1357. El convento lo forman una iglesia gótica, un claustro y la residencia. Años más tarde el papa quiso cerrar el convento, sin resultados.
Iglesia: se trata de un rectángulo de 12 metros de anchura por 48 de largo y 21 de alto, de una sola nave gótica, del siglo XVI. La nave, de siete tramos con bóvedas de crucería simple con capillas a sus lados. Su retablo es barroco. En el coro hay un gran órgano del año 1914 y un rosetón de pequeñas dimensiones. La iglesia tiene una larga historia; fue quemada en el siglo XIX por los ingleses y reconstruida.
Claustro: de forma cuadrada (14x14 metros), es el elemento más destacable del recinto. Es el elemento más antiguo y el más bello. El jardín, que simula el Edén, está cercado por una fila de arcos ojivales. En vez de bóvedas tiene simples vigas de madera que soportan el peso de los pisos superiores. A lo largo de los siglos la residencia se modificó para ejercer de cuartel, escuela de náutica, juzgado... y en el claustro solía situarse el mercado de abastos. Recientemente ha sido comprado por el ayuntamiento y se ha renovado. Ahora es donde se imparte la catequesis.
- Iglesia de Santa EufemiaIglesia de Santa Eufemia

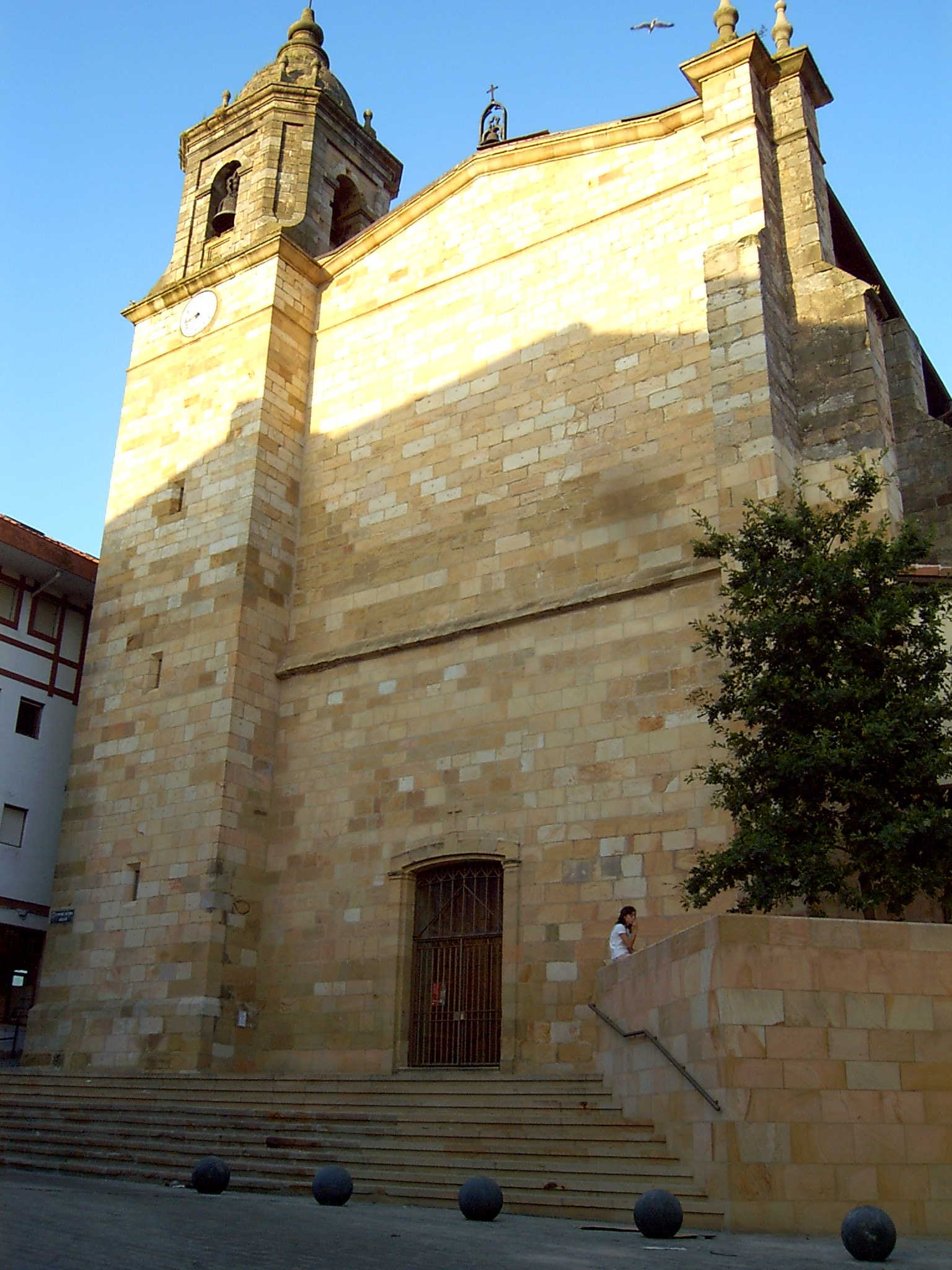
Iglesia de Santa Eufemia

Situada junto al puerto viejo de la villa, es la iglesia más antigua y además la más importante, pues los antiguos reyes viajaban allí para jurar. Por tanto es una iglesia juradera; he aquí la importancia.
Del siglo XIII se cree que se fundó al mismo tiempo que la villa porque los fieles la necesitaban. Sus dimensiones son de 26 x 12 m² de planta y aproximadamente 20 m de alto. Dispone de una torre barroca del siglo XVIII y retablo neogótico. Entre su mobiliario cabe destacar el sepulcro de los Mendoza. Debido a varios incendios que ha sufrido la villa, el actual edificio es del siglo XV. A este se le acopló un pórtico, pero en el año 2000 se derrumbó en una reforma de la iglesia para que esta conservara su aspecto original.
- Iglesia de Santa María de la Asuncíón

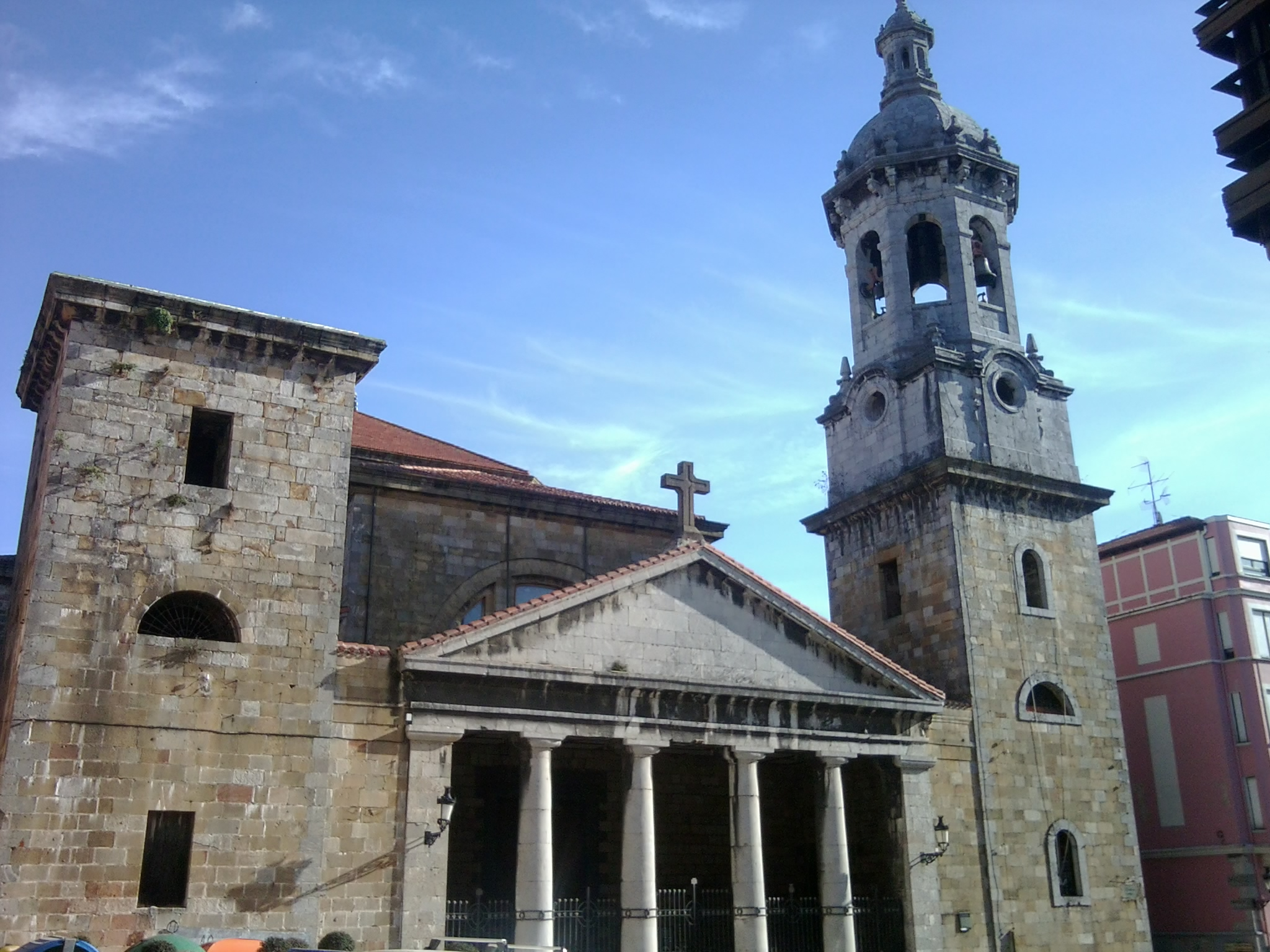
Iglesia de Santa María de la Asunción

Se trata de la iglesia más nueva de Bermeo, construida a mediados del siglo XIX por el arquitecto Silvestre Pérez.
Esta se construyó, ya que su predecesora, la iglesia Santa María de la Tala, debido a un muy mal estado de conservación, se tuvo que derruir, y debido a la gran cantidad de fieles de Bermeo las otras dos iglesias no podían albergarlos a todos.
Iniciadas sus obras en 1823 y aunque terminaron en 1858 no lo inauguraron hasta 1866, aun así no estaba completada ni por dentro ni por fuera con la prisa que tenían por reemplazar a la vieja iglesia de la Tala. Por ejemplo, la torre se terminó en 1899.
El edificio es neoclásico, con dos torres a los lados, el lado derecho tiene un campanario el otro no se llegó a construir. Flanqueados por las torres se encuentra el pórtico que se accede a través de una fila de columnas que sirven de base al frontón triangular de encima. Este edificio recuerda más a un templo romano o griego que a una iglesia católica. La planta es de cruz griega con una gran cúpula octogonal que remata en el centro. Entre los arcos que sujetan la cúpula hay cuatro retablos y en la entrada a los lados hay dos capillas.
- Santa María de la Tala (Desaparecida)

Construida en el año 1310 y derrumbada por su mal estado en el siglo XVIII, fue construida en el emplazamiento del actual hospital psiquiátrico. La iglesia Santa Eufemia ya no podía albergar a la creciente ciudad de la época del siglo XIII que estaba en su auge por lo que decidieron edificar una nueva iglesia más grande que Santa Eufemia ubicada en la Atalaya. Una iglesia de grandes proporciones de tres naves con dos torres en la fachada.
- Centro de interpretación de la pesca de la ballena Aita Guria

Se trata de una recreación de un barco ballenero del siglo XVII, situado en el muelle Artza. Existen visitas guiadas para visitar el barco.
- Puerta de San Juan

En el siglo XIV, época de mayor esplendor de Bermeo, la villa se amuralló para su defensa. Esta muralla con siete puertas de las que solo se conserva esta. Son llamativas su estructura y la anchura del muro.

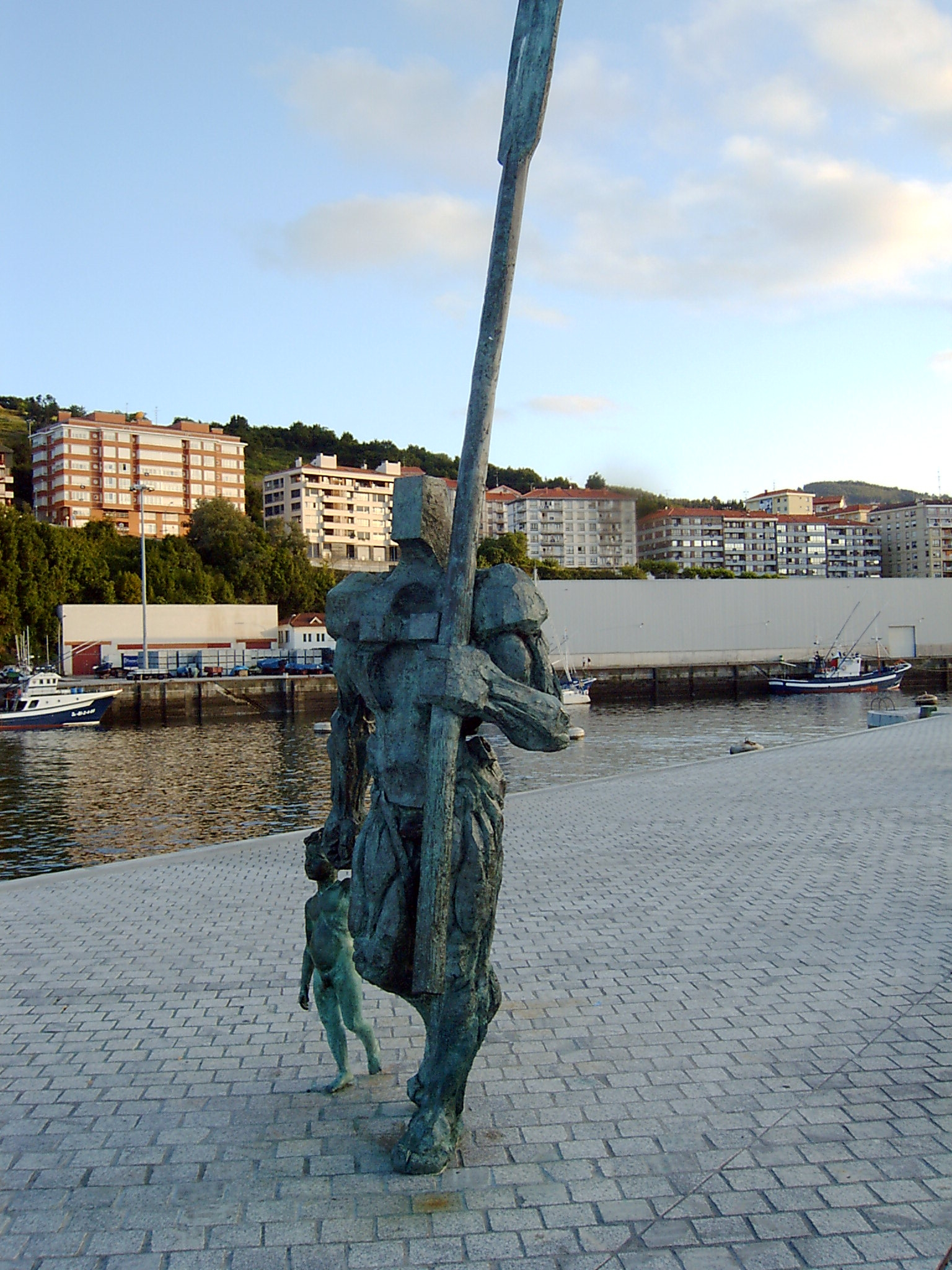
Escultura El Regreso

Existen diversas esculturas en homenaje a artistas, a personajes importantes para la villa, los marineros y los agricultores.
- El Regreso: escultura de Casto Solano en homenaje a los marineros de la villa, situada en el muelle del farol verde.
- Homenaje al pintor Benito Barrueta: escultura erigida en la Tala.
- Regresan: escultura de Enrike Zubia. Se trata de unas esculturas que representan a una familia visualizando el horror vivido el 12 de agosto de 1912 en la localidad, debido a una galerna. Está situado en la plaza Torrontero.
- Los Baserritarras: escultura de Enrike Zubia. Se trata de un par de figuras que rememoran las visitas que los agricultores hacían a la villa buscando vender lo cosechado. Están construidas en homenaje a ellos y su labor. Se encuentra en la plaza Taraska.
- Homenaje a la batalla de Matxitxako: Se trata de una escultura erigida en las inmediaciones de San Juan de Gaztelugatxe.
- La Ola: obra del escultor Néstor Basterretxea, dedicada a la villa de Bermeo y a sus ciudadanos. Se encuentra en el Puerto Viejo.
- Xixili: figura de la bella sirena popular en la localidad. Se encuentra en el muelle que lleva su mismo nombre y que da entrada al puerto de Bermeo.
- Vendedoras de pescado: escultura de Enrike Zubia. Esculturas dedicadas a la labor que las mujeres vendedoras de pescado realizaban. Se encuentra cerca del Arco de San Juan.
- La última ola, el último aliento: escultura de Enrike Zubia, situada en el Puerto Viejo, en la calle Benancio Nardiz.
- Escultura Alonso Ercilla: busto dedicado a Alonso de Ercilla. Autor de la Araucana cuyos padres eran de Bermeo. Está situado en el parque de la Lamera.
- Cosmogonía vasca: Conjunto de esculturas del artista Néstor Basterretxea. Se encuentra en el parque Lamera.